# Список катастроф в гражданской авиации
Список авиационных происшествий и катастроф по годам (неполный) — перечень авиакатастроф (авиационных происшествий, приведших к гибели или пропаже без вести одного или более человек, находившихся на борту воздушного судна) аппаратов тяжелее воздуха в гражданской авиации в мире, сгруппированный по годам. Список включает в себя авиационные катастрофы, связанные с коммерческими воздушными перевозками. Чтобы избежать перенаполнения данными, в список не входят катастрофы, связанные с частной авиацией, которая также относится к гражданской. Для детальной информации о крупнейших авиакатастрофах — см. 100 крупнейших авиационных катастроф.

## Обзор
По данным Statista, наибольшее количество катастроф в гражданской авиации с 1945 по 2022 г. приходится на США, Россию, Канаду, Бразилию и Колумбию.
Самым безопасным годом в истории авиации стал 2017 год. В этом году произошло 10 серьёзных авиаинцидентов с самолётами, вместимость которых составляет 14 или более человек. Жертвами катастроф стали 79 человек. В 2020 году произошло ещё меньше катастроф в гражданской авиации — 8, однако при этом погибло больше людей (315 человек). Наибольшее число жертв в авиакатастрофах приходится на 1972, 1985 и 1996 годы.

## 1919—1929

### 1919
| Дата      | Воздушное судно | Принадлежность | Место катастрофы | Погибли | Выжили | Причина              | Описание |
| --------- | --------------- | -------------- | ---------------- | ------- | ------ | -------------------- | --- |
| 2 августа | Caproni Ca.48   | Caproni        | Верона           | 14—17   | 0      | Разрушение в воздухе | Разрушился при полёте из Венеции в Милан. Никто не выжил. Катастрофа стала одной из первых в истории коммерческой авиации. |

### 1920
| Дата       | Воздушное судно     | Принадлежность         | Место катастрофы | Погибли | Выжили | Причина              | Описание |
| ---------- | ------------------- | ---------------------- | ---------------- | ------- | ------ | -------------------- | --- |
| 14 декабря | Handley Page Type O | Handley Page Transport | Лондон           | 4       | 4      | Сложные метеоусловия | Выполнял регулярный пассажирский рейс из Лондона в Париж. Разбился вскоре после взлёта. В тумане самолёт врезался в дерево и упал во дворе дома. |

### 1922
| Дата     | Воздушное судно     | Принадлежность         | Место катастрофы | Погибли | Выжили | Причина              | Описание |
| -------- | ------------------- | ---------------------- | ---------------- | ------- | ------ | -------------------- | --- |
| 7 апреля | Farman F.60 Goliath | Grands Express Aériens | Пикардия         | 5       | 0      | Сложные метеоусловия | В небе над Пикардией (Франция) в условиях тумана столкнулись Farman F.60 Goliath французской авиакомпании Grands Express Aériens, следовавший регулярным рейсом из Ле-Бурже в Кройдон, и почтовый de Havilland DH.18 британской авиакомпании Daimler Airway. Данная катастрофа стала первым столкновением коммерческих самолётов в воздухе. |
| 7 апреля | de Havilland DH.18  | Daimler Airway         | Пикардия         | 2       | 0      | Сложные метеоусловия | В небе над Пикардией (Франция) в условиях тумана столкнулись Farman F.60 Goliath французской авиакомпании Grands Express Aériens, следовавший регулярным рейсом из Ле-Бурже в Кройдон, и почтовый de Havilland DH.18 британской авиакомпании Daimler Airway. Данная катастрофа стала первым столкновением коммерческих самолётов в воздухе. |

### 1923
| Дата        | Воздушное судно      | Принадлежность | Место катастрофы    | Погибли | Выжили | Причина                               | Описание |
| ----------- | -------------------- | -------------- | ------------------- | ------- | ------ | ------------------------------------- | --- |
| 14 мая      | Farman F.60 Goliath  | Air Union      | Монсюр, Сомма       | 6       | 0      | Разрушение крыла в воздухе            | Следовавал регулярным рейсом из Ле-Бурже в Кройдо. |
| 16 июля     | Юнкерс-13 «Червонец» | Добролёт       | Ходынское поле      | 1       | 4      | Отказ двигателя                       | При совершении планового полёта внезапно отказал двигатель, лётчик пошёл на вынужденную посадку, однако самолёт задел телеграфные провода и столкнулся с землёй. Погиб красный военлет Алексей Васильевич Панкратьев, пострадал механик и 3 пассажира-курсанта Академии воздушного флота.        |
| 27 августа  | Farman F.60 Goliath  | Air Union      | Лимпн,Кент          | 1       | 12     | Отказ двигателя, сложные метеоусловия | Выполнял коммерческий рейс из Парижа в Кройдон. Из-за плохих метеоусловий лайнер совершил вынужденную посадку в Лимпне (Кент). После взлёта произошёл отказ двигателя, самолёт вошёл в неуправляемый штопор из-за того, что пассажиры нарушили центровку самолёта. После этого самолёт разбился. |
| 14 сентября | de Havilland DH.34   | Daimler Airway | Айвенго,Бакингемшир | 5       | 0      | Ошибки экипажа                        | Выполнял регулярный внутренний пассажирский рейс из Кройдона в Манчестер. Катастрофа произошла из-за ошибки пилота, которая привела самолёт к сваливанию. |

### 1924
| Дата       | Воздушное судно    | Принадлежность   | Место катастрофы | Погибли | Выжили | Причина        | Описание                                                                                  |
| ---------- | ------------------ | ---------------- | ---------------- | ------- | ------ | -------------- | ----------------------------------------------------------------------------------------- |
| 24 декабря | de Havilland DH.34 | Imperial Airways | Кройдон          | 8       | 0      | Не установлено | Выполнял регулярный международный рейс из Кройдона в Париж, разбился вскоре после взлёта. |

### 1925
| Дата     | Воздушное судно | Принадлежность | Место катастрофы | Погибли | Выжили | Причина        | Описание |
| -------- | --------------- | -------------- | ---------------- | ------- | ------ | -------------- | --- |
| 22 марта | Юнкерс-13       | Закавиа        | близ Тбилиси     | 5       | 0      | Пожар на борту | Самолёт взлетел с Тбилисского аэродрома с пассажирами, направлявшимися в Сухум на Съезд Советов Абхазии. Спустя 15 минут самолёт загорелся, из него на высоте около 20 м выпали 2 пассажира. При столкновении с землёй самолёт взорвался. Причина катастрофы неизвестна, по одной из версий, курение в пассажирском салоне. Погибли заместитель председателя Совнаркома ЗСФСР Александр Фёдорович Мясников, председатель Закавказской ЧК Соломон Григорьевич Могилевский и зам. Народного комиссара рабоче-крестьянской инспекции ЗСФСР Георгий Александрович Атарбеков, лётчик Шпиль, механик Сагарадзе. |

### 1926
| Дата       | Воздушное судно | Принадлежность | Место катастрофы | Погибли | Выжили | Причина           | Описание                                                                                             |
| ---------- | --------------- | -------------- | ---------------- | ------- | ------ | ----------------- | --- |
| 18 августа | Blériot 155     | Air Union      | Олдингтон, Кент  | 3       | 12     | Несчастный случай | Выполнял рейс из Парижа в Кройдон. Врезался в сарай во время вынужденной посадки.                    |
| 2 октября  | Blériot 155     | Air Union      | Пенсхёрст, Кент  | 7       | 0      | Пожар на борту    | Выполнял рейс из Парижа в Кройдон. Загорелся в воздухе и разбился при заходе на вынужденную посадку. |

### 1929
| Дата     | Воздушное судно   | Принадлежность   | Место катастрофы | Погибли | Выжили | Причина              | Описание |
| -------- | ----------------- | ---------------- | ---------------- | ------- | ------ | -------------------- | --- |
| 17 июня  | Handley Page W.10 | Imperial Airways | Ла-Манш          | 7       | 6      | Отказ двигателя      | Выполнял регулярный международный рейс из Кройдона в Париж. Отказал двигатель над проливом Ла-Манш. Самолёт попытался совершить посадку на воду, но разбился. |
| 6 ноября | Junkers G 24      | Luft Hansa       | Годстоун         | 7       | 1      | Сложные метеоусловия | Выполнял рейс из Кройдона в Амстердам, разбился вскоре после взлёта вблизи деревни Годстоун во время тумана.                                                  |

## 1930—1939

### 1931
| Дата    | Воздушное судно | Принадлежность | Место катастрофы     | Погибли | Выжили | Причина              | Описание |
| ------- | --------------- | -------------- | -------------------- | ------- | ------ | -------------------- | --- |
| 12 июля | АНТ-9           | н.д.           | Наро-Фоминский район | 8       | 0      | Туман, ошибка пилота | Перевозил военную комиссию во главе с заместителем начальника штаба РККА В. К. Триандафилловым. В тумане столкнулся с деревьями и разбился. |

### 1933
| Дата       | Воздушное судно               | Принадлежность                    | Место катастрофы          | Погибли | Выжили | Причина              | Описание |
| ---------- | ----------------------------- | --------------------------------- | ------------------------- | ------- | ------ | -------------------- | --- |
| 28 марта   | Armstrong Whitworth Argosy II | Imperial Airways                  | Диксмёйде                 | 15      | 0      | Поджог               | Выполнял рейс из Брюсселя в Лондон. Предположительная причина — поджог, устроенный одним из пассажиров.                                       |
| 5 сентября | АНТ-7                         | Московский авиационный завод № 22 | близ с. Ивановское, Чехов | 8       | 0      | Туман, ошибка пилота | При полёте на низкой высоте врезался в деревья и разбился. Погибли 8 человек, включая руководителей авиапромышленности и гражданской авиации. |
| 10 октября | Boeing 247                    | United Air Lines                  | Честертон                 | 7       | 0      | Теракт               | Взрыв бомбы в багажном отсеке. Первый в истории доказанный террористический акт в коммерческой авиации.                                       |
| 30 декабря | Avro 618 Ten                  | Imperial Airways                  | Ройселед                  | 10      | 0      | Ошибка экипажа       | Врезался в мачту радиоантенны. |

### 1934
| Дата    | Воздушное судно          | Принадлежность | Место катастрофы | Погибли | Выжили | Причина              | Описание |
| ------- | ------------------------ | -------------- | ---------------- | ------- | ------ | -------------------- | --- |
| 27 июля | Curtiss AT-32C Condor II | Swissair       | Тутлинген        | 12      | 0      | Разрушение в воздухе | Выполнял международный рейс из Цюриха в Берлин с промежуточными посадками в Лейпциге и Штутгарте, разрушился в воздухе после попадания в турбулентность. Погибли все 12 человек на борту, включая первую в истории Европы женщину-бортпроводника — Нелли Динер. |

### 1935
| Дата       | Воздушное судно         | Принадлежность              | Место катастрофы                               | Погибли | Выжили | Причина                                 | Описание |
| ---------- | ----------------------- | --------------------------- | ---------------------------------------------- | ------- | ------ | --------------------------------------- | --- |
| 10 марта   | Сталь-2                 | Северное управление ГВФ     | д. Слободчиково (Ленский район Северного края) | 3       | 0      | Сложные метеоусловия                    | Самолёт, попав на малой высоте в снежную бурю, из-за дезориентации пилота разбился. Оба лётчика и пассажир погибли. |
| 6 мая      | Douglas DC-2            | TWA                         | Атланта, Миссури                               | 5       | 8      | Сложные метеоусловия                    | Следовал из Лос-Анджелеса в Ньюарк, разбился в сложных метеоусловиях. |
| 18 мая     | И-5                     | Флаг СССР                   | Центрального аэродрома Москвы (посёлок Сокол)  | 1       | 0      | Столкновение в воздухе                  | В районе Центрального аэродрома Москвы (посёлок Сокол) истребитель лётчика Николая Благина врезался в выполнявший демонстрационный полёт с передовиками производства восьмимоторный самолёт-гигант АНТ-20 «Максим Горький». Погибло 11 человек экипажа самолёта и 38 (по другим данным — 50) пассажиров-ударников из инженеров, техников и рабочих ЦАГИ и членов их семей и лётчик-истребитель. |
| 18 мая     | АНТ-20 «Максим Горький» | Флаг СССР                   | Центрального аэродрома Москвы (посёлок Сокол)  | 49      | 0      | Столкновение в воздухе                  | В районе Центрального аэродрома Москвы (посёлок Сокол) истребитель лётчика Николая Благина врезался в выполнявший демонстрационный полёт с передовиками производства восьмимоторный самолёт-гигант АНТ-20 «Максим Горький». Погибло 11 человек экипажа самолёта и 38 (по другим данным — 50) пассажиров-ударников из инженеров, техников и рабочих ЦАГИ и членов их семей и лётчик-истребитель. |
| 22 июня    | П-5                     | Закавказское управления ГВФ | Казбекский район                               | 2       | 0      | Сложные метеоусловия                    | Столкнулся с горой в плохую погоду. Пилот Михайличенко и бортмеханик Медведев погибли |
| 24 июня    | Ford Trimotor           | SACO                        | Медельин                                       | 10      | 3      | Столкновение в воздухе                  | При взлёте у одного из самолётов оторвалось шасси, он сошёл с полосы и врезался в другой самолёт. Погибли 17 человек, включая знаменитого аргентинского певца Карлоса Гарделя и его музыкантов. |
| 24 июня    | Ford Trimotor           | SCADTA                      | Медельин                                       | 7       | 0      | Столкновение в воздухе                  | При взлёте у одного из самолётов оторвалось шасси, он сошёл с полосы и врезался в другой самолёт. Погибли 17 человек, включая знаменитого аргентинского певца Карлоса Гарделя и его музыкантов. |
| 26 июля    | Savoia-Marchetti S.55   | Гражданвоздухофлот          | Нижнеамурская область                          | 12      | 0      | Сложные метеоусловия, усталость экипажа | Выполнял регулярный почтово-пассажирский рейс из Александровска-Сахалинского в Хабаровск. Через полтора часа после вылета в сложных метеоусловиях самолёт столкнулся с горой. |
| 15 августа | н.д.                    | н.д.                        | Каир                                           | 7       | 0      | н.д.                                    | Совершавший перелёт из Рима в Восточную Африку. Погиб экипаж из 4 человек, 3 пассажира, в числе которых известный исследователь Африки, министр общественных работ Италии Франчелити. |
| 15 августа | Lockheed Orion          | н.д.                        | Барроу, Аляска                                 | 2       | 0      | Отказ двигателя                         | По пути из Фербенкса в Пойнт-Арроу на Аляске потерпел крушение (упал в воду) самолёт, которым управлял известный американский лётчик Уайли Пост. Он и его пассажир писатель Роджерс, совершавшие перелёт из Америки в СССР, погибли. |
| 7 октября  | Boeing 247D             | United Air Lines            | Ларами                                         | 12      | 0      | Ошибки экипажа                          | Выполнял регулярный рейс из Солт-Лейк-Сити (Юта) в Шайенн (Вайоминг). Упал с эшелона. |
| 10 декабря | Savoia-Marchetti S.73   | SABENA                      | Татсфилд                                       | 11      | 0      | Ошибки экипажа, сложные метеоусловия    | Выполнял рейс из Брюсселя в Лондон. Пилот заблудился и заглох при попытке выполнить резкий разворот в гору, возможно, в попытке избежать столкновения с местностью, но самолёт врезался в склон холма. |

### 1936
| Дата     | Воздушное судно | Принадлежность | Место катастрофы | Погибли | Выжили | Причина                              | Описание                  |
| -------- | --------------- | -------------- | ---------------- | ------- | ------ | ------------------------------------ | ------------------------- |
| 7 апреля | Douglas DC-2    | TWA            | Пенсильвания     | 12      | 2      | Ошибки экипажа, сложные метеоусловия | Врезался в гору в тумане. |

### 1938
| Дата    | Воздушное судно | Принадлежность       | Место катастрофы | Погибли | Выжили | Причина        | Описание                 |
| ------- | --------------- | -------------------- | ---------------- | ------- | ------ | -------------- | ------------------------ |
| 29 июля | Martin M-130    | Pan American Airways | Тихий океан      | 15      | 0      | Не установлено | Исчез над Тихим океаном. |

## 1940—1949

### 1940
| Дата    | Воздушное судно    | Принадлежность | Место катастрофы | Погибли | Выжили | Причина            | Описание                                                                    |
| ------- | ------------------ | -------------- | ---------------- | ------- | ------ | ------------------ | --------------------------------------------------------------------------- |
| 14 июня | Junkers Ju 52/3mge | Aero O/Y       | Финский залив    | 9       | 0      | Поражение ракетой. | Сбит советскими военными самолётами. Среди жертв были несколько дипломатов. |

### 1941
| Дата       | Воздушное судно | Принадлежность | Место катастрофы | Погибли | Выжили | Причина                                                        | Описание |
| ---------- | --------------- | -------------- | ---------------- | ------- | ------ | -------------------------------------------------------------- | --- |
| 4 октября  | ПС-43           | Аэрофлот       | Исакогорка       | 5       | 0      | Ошибки экипажа, сложные метеоусловия                           | Через 50 минут после взлёта из аэропорта Кегостров в районе станции Исакогорка потерпел катастрофу самолёт ПС-43 №Л-3931 (по другим данным, Л-3031) 3-й отдельной авиадивизии связи Гражданского воздушного флота СССР, следовавший по маршруту Архангельск — Москва. Погибли командир В. А. Карапалкин, бортмеханик В. М. Кожаринов, пассажиры Тойво Антикайнен, фельдъегерь генштаба А. И. Герасимов и начальник медсанслужбы Северного особого отдельного авиаотряда ГВФ врач К. А. Терешкович. Причина катастрофы — ошибка в пилотировании при плохих метеоусловиях. |
| 26 декабря | Г-2 (АНТ-6)     | Аэрофлот       | близ Дмитриевки  | 26      | 8      | Сложные метеоусловия, ошибки диспетчера и начальника аэропорта | На борту находились ряд руководителей Казахской ССР. Разбился при выполнении левого разворота в тумане. |

### 1942
| Дата       | Воздушное судно | Принадлежность       | Место катастрофы         | Погибли | Выжили | Причина                                                     | Описание |
| ---------- | --------------- | -------------------- | ------------------------ | ------- | ------ | ----------------------------------------------------------- | --- |
| 12 мая     | ПС-84           | завод № 18 НКАП СССР | Висимский район          | 6       | 0      | Сложные метеоусловия                                        | Самолёт ПС-84 (заводской номер 1842406) завода № 18 НКАП СССР, выполнявший полёт по маршруту Куйбышев (Безымянка) — аэродром завода № 381 НКАП (Валёгин Бор, г. Нижний Тагил) с двумя служебными пассажирами на борту — директором завода № 18 НКАП М. Б. Шенкманом и заместителем главного инженера завода Львовым. В сложных метеоусловиях самолёт снизился до высоты 700 м, столкнулся с каменистой вершиной горы Голая (Шайтан) высотой 748 м и полностью разрушился. Место катастрофы обнаружено через два дня в 9 км юго-восточнее посёлка Кордон Висимского района Свердловской области (48 км юго-западнее аэродрома завода № 381). |
| 2 июля     | Ли-2            | н.д.                 | с. Маньково-Калитвенское | 2       | 4      | н.д.                                                        | 2 июля в 3 км к северо-западу от с. Маньково-Калитвенское, в результате столкновения с землёй в управляемом полёте, потерпел катастрофу пассажирский самолёт ЛИ-2, летевший из Краснодара в Москву. На борту находилось 6 человек. Пилот решил сократить маршрут, отклонился от плана полёта и полетел вдоль фронта. Для обеспечения незаметности, следовал на предельно низкой высоте 15 — 30 м (по другим данным, таким образом уходил от атаки вражеских самолётов). В результате катастрофы погибли: известный советский писатель Евгений Петров и стрелок-бомбардир-стажёр Гусев Виктор Александрович (1915 г.р.). Выжили: пилот Баев Тихон Лаврентьевич (1909 г.р.) и прозаик Аркадий Первенцев. О судьбе находившихся на борту штурмана Желудева и бригадного комиссара Смирнова ничего не известно. |
| 17 ноября  | Ли-2            | Аэрофлот             | Красноярск               | 30      | 0      | Обледенение и перегруз самолёта                             | Разбился при взлёте. Действуя на трассе Алсиб в составе пятого перегоночного полка, должен был доставить группу военных лётчиков для приёмки новых самолётов. |
| 14 декабря | АНТ-20бис       | Аэрофлот             | близ Ташкента            | 36      | 0      | Сваливание с эшелона, управление самолёта посторонним лицом | За штурвалом находился пассажир, который по неустановленным причинам включил механизм управления углом установки стабилизатора, в результате чего самолёт перешёл в пикирование и разбился. |

### 1943
| Дата      | Воздушное судно  | Принадлежность             | Место катастрофы | Погибли | Выжили | Причина                              | Описание |
| --------- | ---------------- | -------------------------- | ---------------- | ------- | ------ | ------------------------------------ | --- |
| 13 января | Junkers Ju 290V1 | Lufttransort Staffel 290   | Сталинград       | 45      | 36     | Нарушение центровки                  | Разбился при взлёте из-за нарушения центровки, вызванной смещением пассажиров. Перевозил раненых солдат.              |
| 21 января | Martin M-130     | Pan American Airways       | Юкайа            | 19      | 0      | Ошибки экипажа, сложные метеоусловия | Разбился при заходе на посадку в темноте и при плохих погодных условиях.                                              |
| 22 января | DC-3             | Pan American-Grace Airways | Каравели         | 14      | 1      | Ошибки экипажа                       | Врезался в гору. Выполнял рейс из Сантьяго (Чили) в Лиму (Перу).                                                      |
| 1 июня    | Douglas DC-3     | BOAC                       | Бискайский залив | 17      | 0      | Пулемётная атака                     | Гражданский самолёт, выполнявший регулярный рейс из Лиссабона в Бристоль был атакован и сбит немецкими истребителями. |

### 1944
| Дата       | Воздушное судно  | Принадлежность     | Место катастрофы                      | Погибли    | Выжили | Причина                                                 | Описание |
| ---------- | ---------------- | ------------------ | ------------------------------------- | ---------- | ------ | ------------------------------------------------------- | --- |
| 21 февраля | Junkers Ju 52/3m | Deutsche Lufthansa | Эгейское море                         | 16         | 0      | Отказ двигателя                                         | Исчез близ острова Эвбея. |
| 13 ноября  | Ли-2 (DC-3)      | НИИ ВВС            | 2 км к западу от аэродрома Чкаловский | не менее 4 | 3      | Плохие погодные условия, игнорирование указаний с земли | 13 ноября 1944 года самолёт Ли-2 (DC-3), следовавший из, предположительно, Бухареста на Чкаловский аэродром в Подмосковье, потерпел катастрофу при попытке посадки в условиях тумана. Несмотря на указания диспетчерской службы совершить посадку на запасном аэродроме, командир экипажа А.И. Доброславский (предположительно, по просьбе пассажиров) предпринял несколько неудачных попыток сесть на «свой» аэродром. Около 17:50 при развороте на малой высоте самолёт зацепил правым крылом за лес и разбился в 2 км западнее аэродрома. Среди погибших — командир Доброславский, борттехник Н.Е. Наумов и остальные члены экипажа (точные списки не разглашались), а также поэт Иосиф Уткин. Выжили штурман Д.Д. Шорохов и пассажиры: Г.М. Линьков (партизанский командир, Герой СССР) и М.П. Петелин. |

### 1945
| Дата       | Воздушное судно       | Принадлежность       | Место катастрофы            | Погибли | Выжили | Причина                    | Описание |
| ---------- | --------------------- | -------------------- | --------------------------- | ------- | ------ | -------------------------- | --- |
| 8 января   | Martin M-130          | Pan American Airways | Тринидад                    | 23      | 7      | Ошибки экипажа             | Разбился при заходе на посадку на воду. |
| 10 января  | Douglas DC-3-277B     | American Airlines    | Бербанк                     | 24      | 0      | Ошибка экипажа и служб УВД | Разбился при заходе на посадку. |
| 4 марта    | Douglas C-47 Skytrain | Аэрофлот             | Мульден (Восточная Пруссия) | 5       | 0      | Ошибка экипажа             | Столкнулся с деревьями при полёте на малой высоте. |
| 21 апреля  | Fw.200b-2             | Lufthansa            | Эглькофен                   | 21      | 0      | Не установлена             | Разбился по неустановленным причинам во время выполнения рейса по маршруту Берлин—Мюнхен—Барселона. |
| 7 сентября | н.д.                  | н.д.                 | Вязниковский район          | 6+      | 1      | н.д.                       | В Вязниковском районе Владимирской области, в 20 км от г. Коврова разбился самолёт, летевший из г. Горького (ныне г. Нижний Новгород) в Москву. На борту самолёта находилась значительная часть руководящего состава завода № 112 (ныне судостроительный завод Красное Сормово) — 6 руководителей завода, включая зам.директора по кадрам, главного инженера и главного конструктора. Сормовичи летели в Москву на совещание по вопросам строительства подводных лодок в наркомат вооружения СССР. В авиакатастрофе выжил пилот, но его дальнейшая судьба неизвестна, руководители завода похоронены на Кооперативном кладбище в братской могиле.[1] |

### 1946
| Дата      | Воздушное судно       | Принадлежность                                        | Место катастрофы  | Погибли | Выжили | Причина                                 | Описание                                                                                 |
| --------- | --------------------- | ----------------------------------------------------- | ----------------- | ------- | ------ | --------------------------------------- | ---------------------------------------------------------------------------------------- |
| 14 января | Ли-2                  | Аэрофлот                                              | Колпнянский район | 22      | 0      | Обледенение                             | Основная статья: Катастрофа Ли-2 под Колпнами                                            |
| 2 апреля  | Douglas C-47 Skytrain | Аэрофлот                                              | гора Гурам        | 7       | 0      | Ошибка экипажа                          | Экипаж решил сократить маршрут и в облаках врезался в гору.                              |
| 3 октября | C-54                  | American Overseas Airlines                            | Ньюфаундленд      | 39      | 0      | Ошибки экипажа                          | Основная статья: Катастрофа C-54 под Стефенвилем (1946)                                  |
| 3 ноября  | Ли-2                  | Туркменское территориальное управление ГВФ            | аэропорт Внуково  | 5       | 0      | Сложные метеоусловия                    | Из-за сложных метеоусловий при заходе на посадку последовательно разбились три самолёта. |
| 3 ноября  | Douglas C-47          | 10-я гвардейская авиационная транспортная дивизия ГВФ | аэропорт Внуково  | 13      | 13     | Сложные метеоусловия                    | Из-за сложных метеоусловий при заходе на посадку последовательно разбились три самолёта. |
| 3 ноября  | Ли-2                  | Литовская отдельная авиагруппа ГВФ                    | аэропорт Внуково  | 1       | 25     | Сложные метеоусловия                    | Из-за сложных метеоусловий при заходе на посадку последовательно разбились три самолёта. |
| 9 ноября  | Ли-2                  | Аэрофлот                                              | Уфа               | 6       | 1      | Сбой в работе двигателя, ошибка экипажа | Столкнулся с деревьями при заходе на посадку.                                            |

### 1947
| Дата       | Воздушное судно           | Принадлежность                   | Место катастрофы         | Погибли | Выжили | Причина                                               | Описание |
| ---------- | ------------------------- | -------------------------------- | ------------------------ | ------- | ------ | ----------------------------------------------------- | --- |
| 26 января  | Douglas C-47A             | KLM                              | Каструп                  | 22      | 0      | Ошибка экипажа                                        | Разбился при взлёте. Погиб шведский принц Густав Адольф. |
| 15 февраля | DC-4                      | Avianca                          | гора Эль-Табласо         | 53      | 0      | Ошибка экипажа                                        | В облаках врезался в гору. |
| 5 марта    | C-47                      | Аэрофлот                         | Нижний Сванетский хребет | 23      | 0      | Ошибка экипажа                                        | Экипаж изменил маршрут, чтобы сократить путь, и врезался в гору. |
| 1 апреля   | A-20B                     | Куйбышевский отдельный авиаотряд | Смышляевка               | 1       | 4      | Ошибки экипажа                                        | На аэродроме Смышляевка (г. Куйбышев) потерпел катастрофу самолёт A-20B (бортовой номер СССР-М279) Главного управления гидрометслужбы СССР (Куйбышевский отдельный авиаотряд). При вынужденной посадке самолёта штурман пытался покинуть воздушное судно, получил тяжёлые ранения и через 2 часа умер в больнице. |
| 16 мая     | C-47                      | Аэрофлот                         | Хабаровск                | 22      | 0      | Ошибки экипажа и авиадиспетчера, сложные метеоусловия | При заходе на посадку в плохую погоду врезался плоскостью крыла в мачту широковещательной радиостанции и разбился. |
| 29 мая     | Douglas DC-4              | United Air Lines                 | Нью-Йорк                 | 43      | 5      | Ошибка экипажа                                        | При взлёте с более короткой полосы выкатился за пределы ВПП и врезался в строения. |
| 30 мая     | C-54B-15-DO               | Eastern Air Lines                | Мэриленд                 | 53      | 0      | Не установлено                                        | На подходе к Балтимору резко перешёл в снижение и разбился. |
| 13 июня    | Douglas C-54-DO Skymaster | Pennsylvania-Central Airlines    | Голубой хребет           | 50      | 0      | Ошибки экипажа и авиадиспетчеров                      | Врезался в гору. |
| 2 августа  | Avro Lancastrian          | BSAA                             | гора Тупунгато           | 11      | 0      | Сложные метеоусловия                                  | Врезался в гору. |
| 24 октября | Douglas DC-6              | United Air Lines                 | Гарфилд                  | 52      | 0      | Пожар на борту                                        | Причиной пожара было названо воспламенение топлива, попавшего и скопившегося в обогревателе салона после вытекания из дополнительного топливного бака № 3 по причине его переполнения в результате перекачки топлива из дополнительного бака № 4.                                                                 |
| 18 декабря | Ил-12                     | Аэрофлот                         | у Красноярска            | 7       | 18     | Ошибка экипажа, отказ двигателя                       | Разбился при заходе на посадку. |

### 1948
| Дата       | Воздушное судно        | Принадлежность     | Место катастрофы          | Погибли | Выжили | Причина                                                    | Описание |
| ---------- | ---------------------- | ------------------ | ------------------------- | ------- | ------ | ---------------------------------------------------------- | --- |
| 30 января  | Avro 688 Tudor Mark IV | BSAA               | Атлантический океан       | 31      | 0      | Не установлено                                             | Исчез над океаном при невыясненных обстоятельствах. Не найден. |
| 24 апреля  | Ли-2                   | Аэрофлот           | Иркутская область         | 28      | 1      | Сложные погодные условия, ошибка экипажа и авиадиспетчеров | Попал в сильный снежный заряд и разбился. |
| 17 июня    | Douglas DC-6           | United Air Lines   | Маунт-Кармел              | 43      | 0      | Техническая неисправность                                  | Причиной катастрофы была названа потеря экипажем дееспособности из-за отравления высокой концентрацией углекислого газа в кабине, вызванная ложным срабатыванием противопожарной системы и углекислотных огнетушителей.       |
| 1 августа  | Latécoère 631          | Air France         | Атлантический океан       | 52      | 0      | Не установлено (вероятно, пожар на борту)                  | Разбился 2910 км восточнее Пуэрто-Рико предположительно из-за пожара на борту. |
| 29 августа | Martin 2-0-2           | Northwest Airlines | Уинона                    | 37      | 0      | Разрушение в воздухе                                       | Причиной катастрофы было названо отделение внешней части левого крыла. Это разрушение было вызвано прежде всего усталостной трещиной в передней части силового набора крыла, образовавшейся из-за ошибок дизайна конструкции. |
| 12 октября | Ил-12                  | Аэрофлот           | Главный Кавказский хребет | 10      | 0      | Ошибки экипажа и авиадиспетчеров                           | Разбился в горах, обломки не найдены. |
| 23 декабря | Ил-12                  | Аэрофлот           | Внуково                   | 4       | 0      | Столкновение в воздухе                                     | Столкнулись в условиях сплошной облачности. |
| 23 декабря | ТС-62                  | Аэрофлот           | Внуково                   | 8       | 0      | Столкновение в воздухе                                     | Столкнулись в условиях сплошной облачности. |
| 28 декабря | Douglas DC-3           | Airborne Transport | Мексиканский залив        | 32      | 0      | Не установлено                                             | Исчез при невыясненных обстоятельствах. Обломки не найдены. |

### 1949
| Дата       | Воздушное судно                    | Принадлежность             | Место катастрофы    | Погибли | Выжили | Причина                                                  | Описание |
| ---------- | ---------------------------------- | -------------------------- | ------------------- | ------- | ------ | -------------------------------------------------------- | --- |
| 4 мая      | Fiat G.212CP                       | Avio Linee Italiane        | Суперга             | 31      | 0      | Плохие погодные условия, дезориентация экипажа           | Разбился при посадке в тумане. Погибла команда футбольного клуба «Торино» в полном составе. |
| 13 мая     | Ил-12                              | Аэрофлот                   | Новосибирск         | 25      | 0      | Ошибка УВД и экипажа                                     | Разбился при посадке в грозу. |
| 7 июня     | Curtiss-Wright C-46D-5-CU Commando | Strato-Freight             | Атлантический океан | 53      | 28     | Отказ двигателя, превышение максимального взлётного веса | Через минуту после взлёта экипаж доложил об отказе двигателя. Диспетчер дал разрешение на возврат в аэропорт, но из-за невозможности это сделать экипаж совершил вынужденное приводнение на поверхность океана, в результате чего авиалайнер разрушился и затонул.                   |
| 12 июля    | Curtiss C-46E-1-CS Commando        | Standard Air Lines         | Северный Голливуд   | 35      | 13     | Ошибка экипажа                                           | Врезался в гору. |
| 25 августа | Ил-12                              | Аэрофлот                   | гора Кабанья        | 14      | 0      | Не установлено                                           | Врезался в гору. |
| 9 сентября | Douglas DC-3                       | Canadian Pacific Air Lines | Сот-о-Кошон         | 23      | 0      | Теракт                                                   | Взрыв бомбы на борту был устроен мужем одной из пассажирок с целью её убийства и получения страховки. |
| 28 октября | Lockheed L-749 Constellation       | Air France                 | Сан-Мигел           | 48      | 0      | Ошибки экипажа                                           | Lockheed L-749 Constellation, следовавший из Парижа в Нью-Йорк, потерпел катастрофу, врезавшись в гору Редондо острова Сан-Мигел в Атлантическом океане. Все 48 человек, находившиеся на борту, погибли, включая французского боксёра Марселя Сердана и исполнительницу Жинетт Невё. |
| 1 ноября   | Douglas DC-4                       | Eastern Air Lines          | Александрия         | 55      | 0      | Столкновение в воздухе                                   | Столкнулись из-за ошибки пилота P-38. |
| 1 ноября   | Lockheed P-38L-5-LO                | правительство Боливии      | Александрия         | 0       | 1      | Столкновение в воздухе                                   | Столкнулись из-за ошибки пилота P-38. |

## 1950—1959

### 1950
| Дата       | Воздушное судно               | Принадлежность       | Место катастрофы           | Погибли | Выжили | Причина                                                                 | Описание |
| ---------- | ----------------------------- | -------------------- | -------------------------- | ------- | ------ | ----------------------------------------------------------------------- | --- |
| 5 января   | Ли-2                          | ВВС СССР             | Свердловск                 | 19      | 0      | Сложные метеоусловия                                                    | Разбился в неблагоприятных метеоусловиях (сильная метель, с резкими порывами ветра) при заходе на посадку в Свердловске. На борту была хоккейная команда ВВС, направлявшимаяся на матч с «Динамо». |
| 12 марта   | Avro Tudor                    | Airflight Limited    | Вейл-оф-Гламорган          | 80      | 3      | Неправильная центровка                                                  | Разбился при посадке. Перевозил болельщиков сборной Уэльса по регби из Дублина в Лландоу. |
| 23 июня    | Douglas DC-4                  | Northwest Airlines   | озеро Мичиган              | 58      | 0      | Не установлено                                                          | Упал с эшелона во время грозы в озеро. |
| 30 июля    | Ил-12                         | Аэрофлот             | аэропорт Караганда         | 25      | 0      | Нарушение техобслоуживания, ошибки экипажа и служб УВД, отказ двигателя | Разбился вскоре после взлёта из-за отказа двигателя. |
| 31 августа | Lockheed L-749A Constellation | Trans World Airlines | Вади-Натрун                | 55      | 0      | Техническая неисправность                                               | Через 20 минут после взлёта загорелся один из двигателей. Экипаж принял решение возвращаться, но из-за неконтролируемого пожара был вынужден совершить посадку в пустыне, при выполнении которой самолёт разбился. |
| 3 ноября   | Lockheed L-749A Constellation | Air-India            | массив Монблан             | 48      | 0      | Не установлено                                                          | Врезался в гору при неустановленных обстоятельствах. |
| 27 декабря | Ли-2                          | Аэрофлот             | Южно-Казахстанская область | 8       | 0      | Ошибка экипажа, ошибка служб УВД                                        | Самолёт Ли-2 (бортовой номер СССР-Л4003), выполнявший тренировочный полёт по маршруту Джусалы — Ташкент, потерпел катастрофу в Южно-Казахстанской области в районе хребта Каратау на высоте 2050 м (126 м от вершины) в 72 км северо-восточнее аэропорта Туркестан. Причиной катастрофы стали ошибки в навигационных расчётах, приведшие к столкновению самолёта со склоном горы. Погибли 8 человек. |

### 1951
| Дата       | Воздушное судно         | Принадлежность             | Место катастрофы | Погибли | Выжили | Причина                                            | Описание |
| ---------- | ----------------------- | -------------------------- | ---------------- | ------- | ------ | -------------------------------------------------- | --- |
| 25 апреля  | Douglas DC-4            | Cubana                     | Ки-Уэст          | 39      | 0      | Столкновение в воздухе                             | Столкнулись в воздухе из-за ошибок обоих экипажей.                                                                                               |
| 25 апреля  | Beechcraft SNB-5 Kansan | ВМФ США                    | Ки-Уэст          | 4       | 0      | Столкновение в воздухе                             | Столкнулись в воздухе из-за ошибок обоих экипажей.                                                                                               |
| 30 июня    | Douglas DC-6            | United Air Lines           | горы Кристал     | 50      | 0      | Отклонение от маршрута                             | По неустановленным причинам отклонился от маршрута и столкнулся с горой.                                                                         |
| 21 июля    | Douglas DC-4            | Canadian Pacific Air Lines | Аляска           | 37      | 0      | Не установлено                                     | Исчез при невыясненных обстоятельствах. Обломки не найдены.                                                                                      |
| 24 августа | Douglas DC-6            | United Air Lines           | Калифорния       | 50      | 0      | Ошибки экипажа                                     | При заходе на посадку врезался в гору. |
| 17 ноября  | Ил-12                   | Аэрофлот                   | Новосибирск      | 23      | 0      | Ошибки экипажа, УВД и техобслуживания, обледенение | Разбился при взлёте из-за обледенения. |
| 16 декабря | Curtiss C-46F-1-CU      | Miami Airlines             | Элизабет         | 56      | 0      | Техническая неисправность                          | При взлёте загорелся двигатель. Разбился при попытке вернуться в аэропорт, так как огонь распространился на крыло. 1 человек пострадал на земле. |

### 1952
| Дата      | Воздушное судно                | Принадлежность             | Место катастрофы       | Погибли     | Выжили | Причина                         | Описание |
| --------- | ------------------------------ | -------------------------- | ---------------------- | ----------- | ------ | ------------------------------- | --- |
| 26 марта  | н.д.                           | Аэрофлот                   | Тула                   | не менее 70 | н.д.   | Столкновение на земле           | Во время посадки пассажирский самолёт выкатился с полосы и врезался в военный самолёт, после чего возник пожар. Точное количество жертв и модели самолётов неизвестны.                    |
| 26 марта  | н.д.                           | ВВС СССР                   | Тула                   | не менее 70 | н.д.   | Столкновение на земле           | Во время посадки пассажирский самолёт выкатился с полосы и врезался в военный самолёт, после чего возник пожар. Точное количество жертв и модели самолётов неизвестны.                    |
| 11 марта  | Douglas DC-4                   | Pan American World Airways | Атлантический океан    | 52          | 17     | Отказ двигателя, ошибка экипажа | Почти сразу после взлёта экипаж доложил о возврате в аэропорт из-за отказа двигателя. Во время возвращения в аэропорт отказал второй двигатель, самолёт совершил вынужденное приводнение. |
| 29 апреля | Boeing 377-10-26 Stratocruiser | Pan American               | дождевые леса Амазонии | 50          | 0      | Не установлено                  | Разбился в лесах Амазонии предположительно из-за отказа двигателя. |
| 5 октября | Ил-12                          | Аэрофлот                   | Гатчинский район       | 24          | 0      | Столкновение в воздухе          | Столкнулись в воздухе из-за ошибки УВД. |
| 5 октября | ТС-62                          | Аэрофлот                   | Гатчинский район       | 7           | 0      | Столкновение в воздухе          | Столкнулись в воздухе из-за ошибки УВД. |

### 1953
| Дата       | Воздушное судно               | Принадлежность             | Место катастрофы   | Погибли | Выжили | Причина                         | Описание |
| ---------- | ----------------------------- | -------------------------- | ------------------ | ------- | ------ | ------------------------------- | --- |
| 7 января   | Curtiss-Wright C-46F Commando | Associated Air Transport   | Уосатч             | 40      | 0      | обледенение, турбулентность     | Причиной катастрофы было названо непреднамеренное снижение в зоне турбулентности и обледенения, сочетание которых сделало невозможным подняться выше безопасной высоты.             |
| 14 февраля | Douglas DC-6                  | National Airlines          | Мексиканский залив | 46      | 0      | сложные метеоусловия            | Разрушился в воздухе над Мексиканским заливом, попав в зону сильной турбулентности.                                                                                                 |
| 20 марта   | Douglas C-54G-10-DO Skymaster | Pan American World Airways | Альварадо          | 35      | 0      | не установлено                  | Разбился после потери управления по неустановленным причинам (предположительно из-за обледенения).                                                                                  |
| 30 апреля  | Ил-12                         | Аэрофлот                   | Казань             | 1       | 22     | отказ двигателей                | После столкновения с птицами отказал двигатель. Самолёт совершил успешное приводнение. Один из пассажиров решил не дожидаться помощи и самостоятельно доплыть до берега, но утонул. |
| 2 мая      | De Havilland Comet            | BOAC                       | Джагалгори         | 43      | 0      | Сложные погодные условия        | Вскоре после взлёта попал в мощный шторм с грозой и разрушился в воздухе. |
| 27 мая     | Ли-2                          | Аэрофлот                   | Барзас             | 20      | 0      | Столкновение в воздухе          | Столкнулись в воздухе из-за ошибки обоих экипажей. |
| 27 мая     | Ли-2                          | Аэрофлот                   | Барзас             | 7       | 0      | Столкновение в воздухе          | Столкнулись в воздухе из-за ошибки обоих экипажей. |
| 14 июня    | Ил-12                         | Аэрофлот                   | близ Зугдиди       | 18      | 0      | сложные метеоусловия            | Разбился во время грозы. |
| 12 июля    | Douglas DC-6                  | Transocean Air Lines       | Тихий океан        | 58      | 0      | не установлено                  | Спустя 2 часа после вылета упал в океан. Причины не установлены. |
| 1 сентября | L-749A Constellation          | Air France                 | близ Барселоннет   | 42      | 0      | Ошибка навигации                | Врезался в гору. |
| 27 октября | Ил-12                         | Аэрофлот                   | близ Магадана      | 22      | 10     | Обледенение и перегруз самолёта | Разбился сразу после взлёта. |

### 1954
| Дата        | Воздушное судно    | Принадлежность | Место катастрофы          | Погибли   | Выжили | Причина                                    | Описание |
| ----------- | ------------------ | -------------- | ------------------------- | --------- | ------ | ------------------------------------------ | --- |
| 10 января   | De Havilland Comet | BOAC           | Средиземное море          | 35        | 0      | Конструктивные недостатки                  | Разрушился в воздухе. |
| 8 апреля    | De Havilland Comet | BOAC           | Средиземное море          | 21        | 0      | Конструктивные недостатки                  | Разрушился в воздухе. |
| 19 июня     | Convair CV-240-4   | Swissair       | Ла-Манш                   | 3         | 6      | Исчерпание топлива, ошибка экипажа         | Совершил успешное приводнение после выработки топлива. Перед полётом пилоты не выполнили чек-листы и не проверили уровень топлива в баках. Во время эвакуации утонули 3 пассажира. |
| 16 августа  | Bristol 170        | Air Vietnam    | у реки Меконг, близ Паксе | 47        | 8      | Отказ дивгателя                            | Разбился во время выполнения аварийной посадки из-за отказа двигателя. |
| 26 августа  | Ли-2               | Аэрофлот       | Сахалинская область       | 26        | 1      | Ошибка экипажа и аэродромных служб         | Разбился при заходе на посадку. |
| 27 сентября | Ил-12              | Аэрофлот       | Новосибирская область     | 29        | 0      | Ошибка УВД                                 | Разбился при заходе на посадку. |
| 28 октября  | Ил-12              | Аэрофлот       | Красноярский край         | 19 или 20 | 0      | Ошибка УВД                                 | Врезался в гору. На борту находилась польская делегация ООН. |
| 5 декабря   | Ил-12              | Аэрофлот       | Алма-Ата                  | 1         | 18     | Нарушение техобслоуживания, ошибка экипажа | Разбился при заходе на посадку. |

### 1955
| Дата      | Воздушное судно                | Принадлежность             | Место катастрофы    | Погибли | Выжили | Причина                                                           | Описание |
| --------- | ------------------------------ | -------------------------- | ------------------- | ------- | ------ | ----------------------------------------------------------------- | --- |
| 26 марта  | Boeing 377-10-26 Stratocruiser | Pan American World Airways | Тихий океан         | 4       | 19     | Отделение двигателя                                               | При полёте над океаном отделился один из двигателей. Экипаж попытался вернуться, но из-за невозможности продолжать полёт, совершил аварийное приводнение на океан, при этом в процессе эвакуации погибли 4 человека. |
| 11 апреля | Lockheed L-749A Constellation  | Air-India                  | Южно-Китайское море | 16      | 3      | Теракт                                                            | Разбился после взрыва на борту. |
| 18 мая    | Douglas C-47B-40-DK            | East African Airways       | Килиманджаро        | 20      | 0      | Ошибка экипажа                                                    | Врезался в гору. |
| 16 июня   | Lockheed L-749A Constellation  | Panair do Brasil           | Асунсьон            | 16      | 8      | Ошибка экипажа                                                    | Разбился при заходе на посадку. |
| 27 июля   | Lockheed L-749 Constellation   | El Al                      | Петрич              | 58      | 0      | Сбит                                                              | Отклонился от маршрута и был сбит болгарскими истребителями. |
| 6 августа | Ил-14                          | Аэрофлот                   | близ Воронежа       | 25      | 0      | Отказ правого двигателя с последующим пожаром и разрушением крыла | Во время полёта по маршруту отказал и загорелся правый двигатель. Пожар перекинулся на крыло, самолёт потерял управление и разбился. На борту находилась делегация из Норвегии.                                      |
| 6 октября | Douglas DC-4                   | United Air Lines           | округ Карбон        | 66      | 0      | Ошибка экипажа                                                    | Отклонился от маршрута и врезался в гору. |
| 1 ноября  | Douglas DC-6                   | United Air Lines           | Лонгмонт            | 44      | 0      | Теракт                                                            | Взрыв был устроен с целю получения страховки за смерть матери. |

### 1956
| Дата      | Воздушное судно                           | Принадлежность            | Место катастрофы | Погибли | Выжили | Причина                | Описание |
| --------- | ----------------------------------------- | ------------------------- | ---------------- | ------- | ------ | ---------------------- | --- |
| 2 апреля  | Boeing 377-10-30 Stratocruiser            | Northwest Orient Airlines | залив Пьюджет    | 5       | 33     | Ошибка экипажа         | Бортинженер забыл закрыть створки капотов. Сразу после взлёта начал сильно вибрировать, теряя высоту. Не имея возможности продолжать полёт, экипаж совершил аварийное приводнение. |
| 22 апреля | Ил-14                                     | Аэрофлот                  | Чёрное море      | 6       | 0      | Не установлено         | Упал в море по невыясненным причинам. |
| 30 июня   | Lockheed L-1049-54-80 Super Constellation | Trans World Airlines      | Большой Каньон   | 70      | 0      | Столкновение в воздухе | Причина — необеспеченность радарным наблюдением, ограниченная видимость из-за облачности, конструкции кабин и человеческих возможностей в условиях ПВП.                            |
| 30 июня   | Douglas DC-7                              | United Air Lines          | Большой Каньон   | 58      | 0      | Столкновение в воздухе | Причина — необеспеченность радарным наблюдением, ограниченная видимость из-за облачности, конструкции кабин и человеческих возможностей в условиях ПВП.                            |
| 9 декабря | Ли-2                                      | Аэрофлот                  | Золотой хребет   | 12      | 0      | Ошибка экипажа         | Врезался в гору. |

### 1957
| Дата       | Воздушное судно                    | Принадлежность                             | Место катастрофы  | Погибли         | Выжили | Причина                                                 | Описание |
| ---------- | ---------------------------------- | ------------------------------------------ | ----------------- | --------------- | ------ | ------------------------------------------------------- | --- |
| 14 июня    | Ил-14                              | LOT                                        | Внуково           | 9               | 4      | Ошибка экипажа и служб УВД, сложные погодные условия    | Врезался в деревья при заходе на посадку. |
| 3 июля     | Ли-2                               | Туркменское территориальное управление ГВФ | Стрижамент        | 8               | 7      | Ошибка экипажа, ошибка служб УВД, сложные метеоусловиия | Вблизи вершины горы Стрижамент в Ставропольском крае (в 30 км от Ставрополя) в сложных метеоусловиях из-за ошибочных действий экипажа (выполнение полёта ниже минимальной безопасной высоты) потерпел катастрофу самолёт Ли-2 (бортовой номер СССР-Л4825), следовавший рейсом № 461 по маршруту Ашхабад — Баку — Минеральные Воды — Армавир — Краснодар — Симферополь. Из 15 человек, находившихся на борту самолёта, погибло 8 человек (7 взрослых пассажиров и 1 ребёнок). |
| 16 июля    | Lockheed 1049E Super Constellation | KLM                                        | Чендравасих       | 58              | 10     | Не установлено                                          | Упал ночью в море. |
| 7 августа  | Ил-12                              | Аэрофлот                                   | Магдагачи         | 1               | 16     | Ошибка экипажа                                          | При заходе на посадку врезался в столбы освещения и упал в поле. |
| 11 августа | Douglas DC-4                       | Maritime Central Airways                   | Квебек            | 79              | 0      | Сложные метеоусловия                                    | Причиной катастрофы была названа сильная турбулентность при полёте в кучево-дождевых облаках, приведшая к потере управления и сваливанию в штопор. |
| 15 августа | Ил-14                              | Аэрофлот                                   | Копенгаген        | 23              | 0      | Ошибка экипажа и служб УВД                              | При заходе на посадку врезался правой плоскостью крыла в дымовую трубу и разбился. |
| 17 августа | Ил-14                              | Аэрофлот                                   | Киев              | 5               | 0      | Столкновение в воздухе                                  | Столкнулись в воздухе и рухнули на дома. На земле погибли 6 человек, 23 пострадали. |
| 17 августа | Ил-14                              | Аэрофлот                                   | Киев              | 4 (+6 на земле) | 0      | Столкновение в воздухе                                  | Столкнулись в воздухе и рухнули на дома. На земле погибли 6 человек, 23 пострадали. |
| 1 октября  | Ил-12                              | Аэрофлот                                   | Читинская область | 27              | 1      | Ошибка экипажа и авиадиспетчеров                        | Врезался в гору. |
| 4 ноября   | Ил-14                              | TAROM                                      | Внуково           | 4               | 12     | Ошибка экипажа                                          | Самолёт перевозил делегацию правительства Румынской Народной Республики. Разбился при заходе на посадку. |
| 7 ноября   | Boeing 377-10-26 Stratocruiser     | Pan American World Airways                 | Тихий океан       | 44              | 0      | Не установлено                                          | Пропал в 1,5 км от Гонолулу. Найдены несколько тел и отдельные обломки. Причины установлены не были. |
| 18 декабря | Ил-12                              | Аэрофлот                                   | Еврейская АО      | 27              | 0      | Техническая неисправность                               | Разбился из-за отказа руля направления и потеря управления в условиях турбулентности. |

### 1958
| Дата        | Воздушное судно                                | Принадлежность              | Место катастрофы    | Погибли | Выжили | Причина                                                       | Описание |
| ----------- | ---------------------------------------------- | --------------------------- | ------------------- | ------- | ------ | ------------------------------------------------------------- | --- |
| 6 февраля   | Airspeed AS.57 Ambassador                      | British European Airways    | Мюнхен              | 23      | 21     | Погодные условия                                              | На борту находились игроки английского футбольного клуба «Манчестер Юнайтед». Причиной крушения стало скопление снежной каши ближе к концу взлётной полосы, из-за чего самолёт не смог набрать необходимую скорость для взлёта, выкатился за пределы ВПП и врезался в дом |
| 6 апреля    | Vickers 745D Viscount                          | Capital Airlines            | Фриленд             | 47      | 0      | Обледенение, ошибка экипажа                                   | Разбился при заходе на посадку. |
| 21 апреля   | Douglas DC-7                                   | United Air Lines            | Лас-Вегас           | 47      | 0      | Столкновение в воздухе                                        | Столкнулись лоб в лоб в ясную погоду. |
| 21 апреля   | North American F-100F-5-NA Super Sabre         | ВВС США                     | Лас-Вегас           | 2       | 0      | Столкновение в воздухе                                        | Столкнулись лоб в лоб в ясную погоду. |
| 20 мая      | Vickers 745 Viscount                           | Capital Airlines            | Мэриленд            | 11      | 0      | Столкновение в воздухе                                        | Столкнулись в воздухе из-за ошибки пилота Lockheed T-33A Shooting Star. |
| 20 мая      | Lockheed T-33A Shooting Star                   | ВВС США                     | Мэриленд            | 1       | 0      | Столкновение в воздухе                                        | Столкнулись в воздухе из-за ошибки пилота Lockheed T-33A Shooting Star. |
| 2 июня      | Lockheed L-749A Constellation                  | Aerovías de México          | Халиско             | 45      | 0      | Ошибка экипажа                                                | Врезался в гору. |
| 9 июня      | Ил-12                                          | Аэрофлот                    | Магаданская область | 24      | 0      | Ошибка авиадиспетчеров и экипажа, сложные метеоусловия        | Врезался в гору во время ливня. |
| 14 августа  | Lockheed L-1049H-01-06-162 Super Constellation | KLM                         | Атлантический океан | 99      | 0      | Не установлено                                                | Упал в океан при невыясненных обстоятельствах. Ключевая версия — сбой в работе двигателя. |
| 15 августа  | Ту-104                                         | Аэрофлот                    | Хабаровский район   | 64      | 0      | Метеоусловия, конструктивные недостатки, ошибки экипажа и УВД | Причиной катастрофы следственная комиссия назвала потерю управляемости самолётом из-за сильной болтанки при выходе на высоту 12 километров с полётным весом, превышающим практический потолок, в результате чего произошло падение скорости и срыв самолёта. |
| 7 сентября  | Ил-14                                          | Аэрофлот                    | Актюбинская область | 27      | 0      | Удар молнии                                                   | Основная статья: Катастрофа Ил-14 под Актюбинском |
| 19 сентября | Ил-12                                          | Аэрофлот                    | район имени Лазо    | 28      | 0      | Ошибки авиадиспетчеров, дезориентация экипажа                 | Врезался в гору. |
| 10 октября  | Ли-2                                           | 66-й объединённый авиаотряд | Смышляевка          | 4       | 1      | Ошибки экипажа                                                | В 00:14 мск времени вблизи куйбышевского аэропорта Смышляевка во время ночного тренировочного полёта в простых метеоусловиях потерпел катастрофу самолёт Ли-2 (бортовой номер СССР-84733) 66-го объединённого авиаотряда. Из-за нарушения техники пилотирования самолёт потерял высоту, задел изгородь и крышу частного дома в пос. Смышляевка по адресу ул. Куйбышева, д. 62. Затем самолёт перевернулся и левым мотором снес крышу частного дома по ул. Куйбышева, д. 31. Трое членов экипажа погибли на месте катастрофы, бортмеханик умер в больнице через 2 часа 20 минут после происшествия. Второй пилот получил ранения. Жители обоих повреждённых домов не пострадали. |
| 17 октября  | Ту-104                                         | Аэрофлот                    | Вурнарский район    | 80      | 0      | Аэродинамический подхват                                      | Попал в мощный восходящий поток и свалился в штопор. Погиб экипаж Гарольда Кузнецова. |
| 7 декабря   | Ил-14                                          | Аэрофлот                    | Гумрак              | 1       | 23     | Ошибка экипажа и служб УВД, сложные погодные условия          | Разбился при заходе на посадку. |
| 23 декабря  | Ил-14                                          | Аэрофлот                    | аэропорт Ташкента   | 21      | 0      | Ошибка экипажа и служб УВД, отказ сигнализации шасси          | Разбился при заходе на посадку. |

### 1959
| Дата        | Воздушное судно            | Принадлежность                       | Место катастрофы         | Погибли | Выжили | Причина                                         | Описание |
| ----------- | -------------------------- | ------------------------------------ | ------------------------ | ------- | ------ | ----------------------------------------------- | --- |
| 18 января   | Ил-14                      | Аэрофлот                             | Сталинград               | 25      | 0      | Не установлено                                  | Предположительно, сбит во время воинских учений. |
| 3 февраля   | Beechcraft Bonanza         | Dwyer Flying Service                 | Клир-Лейк                | 4       | 0      | Ошибка пилота, неблагоприятные погодные условия | Пассажирами являлись известные музыканты Бадди Холли, Ричи Валенс и Биг Боппер. |
| 3 февраля   | Lockheed L-188A Electra    | American Airlines                    | Нью-Йорк                 | 65      | 8      | Ошибка экипажа                                  | Упал в реку при заходе на посадку. |
| 12 мая      | Vickers 745D Viscount      | Capital Airlines                     | Балтимор                 | 31      | 0      | Турбулентность                                  | В полёте самолёт столкнулся с очень мощной турбулентностью, в которой произошла потеря управления, а затем переход в быстрое снижение, в ходе которого лайнер разогнался выше критической скорости и разрушился в воздухе. |
| 26 июня     | Lockheed L-1649A Starliner | Trans World Airlines                 | Милан                    | 68      | 0      | Удар молнии                                     | Разбился после взрыва топливных баков из-за удара молнии. Неофициально, погибли 70 человек. |
| 24 сентября | Douglas DC-7C              | Transports Aériens Intercontinentaux | Бордо                    | 54      | 11     | Ошибки экипажа                                  | Разбился сразу после взлёта. |
| 29 сентября | Lockheed L-188A Electra    | Braniff Airways                      | Лион                     | 34      | 0      | Разрушение в воздухе                            | Разрушился в воздухе из-за вибрация двигателей (недостатки конструкции). |
| 23 октября  | Ил-14                      | Аэрофлот                             | Внуково                  | 28      | 1      | Ошибка экипажа и служб УВД                      | Разбился при заходе на посадку. |
| 27 октября  | Ли-2                       | Аэрофлот                             | Караганда                | 1       | 28     | Ошибка экипажа и служб УВД                      | Разбился при заходе на посадку в сложных метеоусловиях (ниже метеоминимума аэродрома). |
| 16 ноября   | Douglas DC-7B              | National Airlines                    | Мексиканский залив       | 42      | 0      | Не установлено                                  | Исчез с радаров над Мексиканским заливом. Найдены несколько тел и отдельные обломки. Предположительно, на борту могла взорваться бомба.                                                                                    |
| 16 ноября   | Ан-10                      | Аэрофлот                             | Львовская область        | 40      | 0      | Конструктивные недостатки                       | Разбился при заходе на посадку. |
| 13 декабря  | Ил-14                      | Аэрофлот                             | Сурхандарьинская область | 30      | 0      | Ошибка экипажа                                  | Врезался в гору. |
| 17 декабря  | Ли-2                       | Аэрофлот                             | близ Вильнюса            | 1       | 8      | Ошибка экипажа                                  | Разбился при взлёте. |

## 1960—1969

### 1960
| Дата        | Воздушное судно                        | Принадлежность                     | Место катастрофы            | Погибли       | Выжили | Причина                                            | Описание |
| ----------- | -------------------------------------- | ---------------------------------- | --------------------------- | ------------- | ------ | -------------------------------------------------- | --- |
| 6 января    | Douglas DC-6                           | National Airlines                  | Брансуик                    | 34            | 0      | Теракт                                             | Разбился после взрыва бомбы в салоне. Виновник не установлен. |
| 18 января   | Vickers 745D Viscount                  | Capital Airlines                   | Чарльз-Сити                 | 50            | 0      | Обледенение, ошибка экипажа                        | Причиной катастрофы стало запоздалое включение противообледенительной системы, в результате чего произошла потеря тяги во всех двигателях, а затем закончилась и электроэнергия, необходимая для нормального управления воздушными винтами и перезапуска двигателей для продолжения нормального полёта.                                    |
| 26 февраля  | Ан-10                                  | Аэрофлот                           | Львовская область           | 32            | 1      | Конструктивные недостатки                          | Разбился при заходе на посадку. Катастрофа была аналогичной катастрофе там же в 1959 году. |
| 17 марта    | Lockheed L-188C Electra                | Northwest Airlines                 | Перри                       | 63            | 0      | Турбулентность ясного неба, недостатки конструкции | Посреди ясного неба у самолёта неожиданно разрушилось крыло, после чего он рухнул. |
| 10 июня     | Ил-14                                  | Аэрофлот                           | близ Ткварчели              | 31            | 0      | Ошибки экипажа и УВД                               | Врезался в гору. |
| 16 июля     | de Havilland Dragon Rapide             | Zonens Redningskorps               | Эресунн                     | 8             | 1      | плохие погодные условия                            | На борту находились игроки сборной Дании по футболу. |
| 20 июля     | Ил-14                                  | Аэрофлот                           | Архангельская область       | 23            | 0      | Сильная турбулентность                             | Самолёт Ил-14, следовавший из Череповца в Сыктывкар, потерпел катастрофу в Архангельской области в 87 км юго-западнее аэропорта Сыктывкар. Причиной катастрофы стало попадание самолёта в грозовую облачность; под влиянием больших перегрузок самолёт начал разрушаться в воздухе, потерял управляемость, упал в лес, взорвался и сгорел. |
| 21 июля     | Ил-12                                  | Аэрофлот                           | аэропорт Минск              | 7+1 на земле  | 21     | Ошибка экипажа и УВД                               | При взлёте на мокрой ВПП задел прожектор, врезался в столб и машины и остановился в котловане. |
| 17 августа  | Ил-18                                  | 235-й авиаотряд особого назначения | Киевская область            | 34            | 0      | Пожар на борту                                     | Из-за конструктивного недостатка двигателя он загорелся. Пожар распространился на крыло, самолёт разбился. |
| 29 августа  | Lockheed L-1049G Super Constellation   | Air France                         | Атлантический океан         | 63            | 0      | Не установлена                                     | Разбился при заходе на посадку. |
| 19 сентября | Douglas DC-6                           | World Airways                      | Барригада                   | 80            | 14     | Ошибка экипажа                                     | Врезался в гору. |
| 26 сентября | Vickers Viscount                       | Austrian Airlines                  | Шереметьево                 | 31            | 6      | Не установлено                                     | Основная статья: Катастрофа Vickers Viscount под Москвой |
| 4 октября   | Lockheed L-188A Electra                | Eastern Air Lines                  | Бостонская бухта            | 62            | 10     | Столкновение с птицами                             | При взлёте после столкновения с птицами отказали двигатели, самолёт разбился. |
| 20 октября  | Ту-104                                 | Аэрофлот                           | Усть-Ордынский Бурятский АО | 3             | 65     | Ошибка экипажа                                     | При заходе на посадку задел ЛЭП и разбился. |
| 4 декабря   | Ил-14                                  | Аэрофлот                           | Горьковская область         | 14            | 0      | Техническая неисправность                          | Пожар двигателя и отрыв крыла в полёте. |
| 10 декабря  | Ан-2                                   | Аэрофлот                           | около Семипалатинска        | 12            | 0      | Нарушение центровки                                | Разбился после потери управления из-за нарушения центровки, вызванной хождением пассажиров по салону. |
| 16 декабря  | Douglas DC-8                           | United Air Lines                   | Нью-Йорк                    | 84            | 0      | Столкновение в воздухе                             | Столкнулись в воздухе из-за отказа части навигационного оборудования на DC-8 и нарушения его экипажем траектории захода на посадку. После столкновения самолёты упали на дома. Крупнейшая на тот момент авиакатастрофа. |
| 16 декабря  | Lockheed L-1049-54 Super Constellation | Trans World Airlines               | Нью-Йорк                    | 44+6 на земле | 0      | Столкновение в воздухе                             | Столкнулись в воздухе из-за отказа части навигационного оборудования на DC-8 и нарушения его экипажем траектории захода на посадку. После столкновения самолёты упали на дома. Крупнейшая на тот момент авиакатастрофа. |

### 1961
| Дата        | Воздушное судно              | Принадлежность             | Место катастрофы     | Погибли       | Выжили | Причина                                             | Описание |
| ----------- | ---------------------------- | -------------------------- | -------------------- | ------------- | ------ | --------------------------------------------------- | --- |
| 3 января    | Douglas DC-3                 | Aero O/Y                   | Койвулахти           | 25            | 0      | Ошибка экипажа                                      | Экипаж из-за своей недисциплинированности выполнял полёт с нарушениями, а при заходе на посадку неверно определил своё местонахождение и выполнил неправильный манёвр, в результате чего самолёт вошёл в штопор и разбился. |
| 15 февраля  | Boeing 707                   | Sabena                     | Брюссель             | 72+1 на земле | 0      | Техническая неисправность                           | Разбился при заходе на посадку. Среди погибших была сборная США по фигурному катанию и 1 человек на земле, 2 на земле пострадали.                                                                                           |
| 16 марта    | Ту-104                       | Аэрофлот                   | Нижне-Исетский пруд, | 5+2 на земле  | 46     | Отказ двигателя № 2, ошибки экипажа                 | Через 2 минуты после взлёта отказал двигатель. Экипаж по ошибке отключил работающий двигатель, самолёт совершил вынужденную посадку на замерзший пруд и врезался в дом отдыха.                                              |
| 28 марта    | Ил-18                        | ČSA                        | у Грефенберга        | 52            | 0      | Не установлена                                      | По неустановленным причинам разрушился в воздухе. |
| 3 апреля    | Douglas DC-3                 | Linea Aerea Nacional Chile | гора Ла-Готера       | 24            | 0      | Не установлена                                      | Врезался в гору. |
| 30 мая      | Douglas DC-8                 | Viasa                      | Атлантический океан  | 61            | 0      | Дезориентация экипажа                               | Разбился сразу после взлёта. |
| 8 июля      | Ил-14                        | Аэрофлот                   | Сосновый Бор         | 9             | 17     | Ошибки экипажа, ошибки при техническом обслуживании | Совершил вынужденную посадку в лес после выработки топлива. |
| 10 июля     | Ту-104                       | Аэрофлот                   | аэропорт Одессы      | 1             | 93     | Нарушения в работе экипажа и УВД, погодные условия  | Разбился при заходе на посадку. |
| 12 июля     | Ил-18                        | ČSA                        | у Касабланки         | 72            | 0      | Не установлена                                      | Разбился по неустановленным причинам. |
| 19 июля     | Douglas DC-6                 | Aerolíneas Argentinas      | Буэнос-Айрес         | 67            | 0      | Погодные условия                                    | Разрушился в воздухе во время шторма. |
| 1 сентября  | Lockheed L-049 Constellation | Trans World Airlines       | Ду-Пейдж             | 78            | 0      | Техническая неисправность                           | Разбился сразу после взлёта из-за отказа привода руля высоты. |
| 10 сентября | Douglas DC-6                 | President Airlines         | река Шаннон          | 83            | 0      | Техническая неисправность                           | Разбился сразу после взлёта из-за отказа авиагоризонта и/или элеронов. Дополнительными факторами стали сложные погодные условия и усталость экипажа.                                                                        |
| 17 сентября | Lockheed L-188C Electra      | Northwest Airlines         | Чикаго               | 37            | 0      | Техническая неисправность                           | Разбился сразу после взлёта из-за отказа системы управления элеронами, вызванной ошибками при техобслуживании. |
| 18 сентября | Douglas DC-6                 | ООН                        | Ндола                | 16            | 0      | Не установлена                                      | Разбился из-за дезориентации экипажа или был сбит. На борту находился Генеральный секретарь ООН Даг Хаммаршёльд. |
| 8 ноября    | Lockheed L-049 Constellation | Imperial Airlines          | Ричмонд              | 77            | 2      | Ошибка экипажа                                      | Разбился при заходе на вынужденную посадку из-за выработки топлива. |
| 23 ноября   | De Havilland DH-106 Comet 4  | Aerolíneas Argentinas      | Кампинас             | 52            | 0      | Ошибки экипажа                                      | Разбился вскоре после взлёта. |
| 17 декабря  | Ил-18                        | Аэрофлот                   | Миллерово            | 59            | 0      | Ошибка экипажа и конструктивные недостатки          | В полёте экипаж случайно выпустил закрылки, самолёт потерял управление и разбился. |
| 31 декабря  | Ил-18                        | Аэрофлот                   | близ Минеральных Вод | 32            | 77     | Ошибка экипажа и диспетчера                         | Ночью в сложных метеоусловиях врезался в холм. Самолёт был также перегружен. |

### 1962
| Дата        | Воздушное судно  | Принадлежность       | Место катастрофы         | Погибли | Выжили | Причина                                         | Описание |
| ----------- | ---------------- | -------------------- | ------------------------ | ------- | ------ | ----------------------------------------------- | --- |
| 1 марта     | Boeing 707       | American Airlines    | Нью-Йорк                 | 95      | 0      | Техническая неисправность                       | Разбился сразу после взлёта из-за отказа руля направления. |
| 4 марта     | Douglas DC-7C    | Caledonian Airways   | Дуала                    | 111     | 0      | Не установлено                                  | Разбился при взлёте. |
| 8 марта     | Fairchild F-27   | Turkish Airlines     | Адана                    | 11      | 0      | Дезориентация экипажа                           | Врезался в гору. |
| 9 марта     | Ли-2             | Аэрофлот             | Актюбинская область      | 3       | 7      | Ошибка пилота, неблагоприятные погодные условия | В сложных метеоусловиях на западном побережье Аральского моря потерпел катастрофу самолёт Ли-2 (бортовой номер СССР-84717) 158-го объединённого авиаотряда (Чимкент), вылетевший из аэропорта Аральск на ледовую разведку. |
| 22 мая      | Boeing 707       | Continental Airlines | округ Патнам             | 45      | 0      | Теракт                                          | Взрыв устроил пассажир с целью получения страховки для семьи. |
| 24 мая      | Ли-2             | Аэрофлот             | Стригино                 | 20      | 1      | Техническая неисправность                       | В 7 км юго-восточнее горьковского аэропорта Стригино из-за отказа двигателя и столкновения с наземными предметами при экстренном снижении потерпел катастрофу самолёт Ли-2.                                                |
| 3 июня      | Boeing 707       | Air France           | Париж                    | 130     | 2      | Техническая неисправность, ошибки экипажа       | Из-за многочисленных ошибок экипажа и отказа электрической системы управления электроприводом стабилизатора самолёт не смог взлететь, выкатился за пределы ВПП и загорелся.                                                |
| 22 июня     | Boeing 707       | Air France           | гора Дос-де-Эн           | 113     | 0      | Не установлено                                  | Врезался в гору |
| 30 июня     | Ту-104           | Аэрофлот             | Красноярский край        | 84      | 0      | Поражение ракетой                               | Сбит по ошибке. |
| 6 июля      | Ил-14            | Аэрофлот             | близ Янгиюля             | 11      | 27     | Ошибка экипажа, отказ двигателя                 | Основная статья: Катастрофа Ил-14 под Ташкентом |
| 8 июля      | Douglas DC-8     | Alitalia             | Махараштра               | 94      | 0      | Ошибки экипажа                                  | Врезался в гору. |
| 28 июля     | Ан-10            | Аэрофлот             | Гагрский район           | 81      | 0      | Ошибки экипажа и УВД                            | Врезался в гору. |
| 3 сентября  | Ту-104           | Аэрофлот             | Хабаровский край         | 86      | 0      | Не установлено                                  | Сбой в работе автопилота или случайное поражение ракетой. |
| 18 сентября | Ил-14            | Аэрофлот             | Белая Стрелка            | 32      | 0      | Ошибка экипажа и УВД                            | Экипаж самовольно изменил маршрут, после чего самолёт врезался в гору. |
| 23 ноября   | Vickers Viscount | United Air Lines     | округ Хауард             | 17      | 0      | Столкновение с птицей                           | Американский лебедь врезался в левый горизонтальный стабилизатор и, пробив обшивку, разрушил его внутреннюю структуру. В результате этого стабилизатор отделился, самолёт лишился управления и разбился.                   |
| 27 ноября   | Boeing 707       | VARIG                | у Лимы                   | 97      | 0      | Не установлено                                  | Отклонился от маршрута и врезался в гору. |
| 30 ноября   | Douglas DC-7     | Eastern Air Lines    | бухта Джамейка, Нью-Йорк | 25      | 26     | Ошибка экипажа                                  | Разбился при заходе на посадку. |

### 1963
| Дата       | Воздушное судно                   | Принадлежность         | Место катастрофы | Погибли        | Выжили | Причина                   | Описание |
| ---------- | --------------------------------- | ---------------------- | ---------------- | -------------- | ------ | ------------------------- | --- |
| 1 февраля  | Vickers Viscount                  | Middle East Airlines   | Анкара           | 14+87 на земле | 0      | Столкновение в воздухе.   | Vickers 754D Viscount при заходе на посадку столкнулся в воздухе с Douglas C-47A-80-DL, после чего оба самолёта рухнули прямо на дома. На земле погибли 87 человек, 50 пострадали. |
| 1 февраля  | Douglas C-47A                     | ВВС Турции             | Анкара           | 3              | 0      | Столкновение в воздухе.   | Vickers 754D Viscount при заходе на посадку столкнулся в воздухе с Douglas C-47A-80-DL, после чего оба самолёта рухнули прямо на дома. На земле погибли 87 человек, 50 пострадали. |
| 12 февраля | Boeing 720                        | Northwest Airlines     | Эверглейдс       | 43             | 0      | Турбулентность            | Потерял управление во время сильной турбулентности и разрушился в воздухе. |
| 5 марта    | Ил-18                             | Аэрофлот               | Ашхабад          | 12             | 42     | Сложные погодные условия  | Разбился при заходе на посадку в пыльную бурю. |
| 4 апреля   | Ил-18                             | Аэрофлот               | Урахча           | 67             | 0      | Техническая неисправность | Сбой в работе двигателя. |
| 3 июня     | Douglas DC-7                      | Northwest Airlines     | залив Аляска     | 101            | 0      | Не установлено            | Основная статья: Катастрофа DC-7 близ Александровского архипелага |
| 13 июля    | Ту-104                            | Аэрофлот               | Иркутск          | 33             | 2      | Не установлено            | Разбился при заходе на посадку. |
| 24 августа | Ил-14                             | Аэрофлот               | у Гегечкори      | 32             | 0      | Сложные погодные условия  | Отклонился от маршрута в сложных метеоусловиях и врезался в гору. |
| 4 сентября | Sud Aviation SE-210 Caravelle III | Swissair               | Дюрренеш         | 80             | 0      | Пожар                     | Во время взлёта перегрелись и загорелись шасси. Горящие шасси были убраны, что привело к распространению огня и крушению самолёта.                                                 |
| 29 ноября  | Douglas DC-8                      | Trans-Canada Air Lines | Квебек           | 118            | 0      | Не установлено            | Через 5 минут после взлёта рухнул на землю. |
| 8 декабря  | Boeing 707                        | Pan American           | Элктон           | 81             | 0      | Удар молнии               | Рухнул на землю после удара молнии. |

### 1964
| Дата       | Воздушное судно               | Принадлежность              | Место катастрофы  | Погибли | Выжили | Причина                                                    | Описание |
| ---------- | ----------------------------- | --------------------------- | ----------------- | ------- | ------ | ---------------------------------------------------------- | --- |
| 25 февраля | Douglas DC-8                  | Eastern Air Lines           | озеро Пончартрейн | 58      | 0      | Турбулентность, техническая неисправность                  | Потерял управления во время турбулентности и отказа привода закрылков из-за нерабочего компенсатора и разбился. |
| 29 февраля | Bristol Britannia             | British Eagle International | гора Глунгецер    | 83      | 0      | Ошибки экипажа                                             | Врезался в гору.                                                                                                |
| 1 марта    | Lockheed L-049A Constellation | Paradise Airlines           | Невада            | 85      | 0      | Дезориентация экипажа, нарушения в работе приборов         | Врезался в гору.                                                                                                |
| 7 мая      | Fairchild F-27A               | Pacific Air Lines           | Контра-Коста      | 44      | 0      | Самоубийство пассажира                                     | Пассажир застрелил пилотов и направил самолёт в землю.                                                          |
| 9 июля     | Vickers 745 Viscount          | United Air Lines            | округ Кок         | 39      | 0      | Пожар на борту                                             | Разбился из-за пожара на борту, причины которого установлены не были.                                           |
| 2 сентября | Ил-18                         | Аэрофлот                    | Холмский район    | 87      | 6      | Ошибка экипажа и УВД                                       | Врезался в гору ночью.                                                                                          |
| 19 октября | Ил-18                         | Аэрофлот                    | Белград           | 18      | 0      | Ошибки экипажа                                             | Столкнулся с горой во время захода на посадку. Погибла советская военная делегация.                             |
| 20 ноября  | Convair 440                   | Linjeflyg                   | Сконе             | 31      | 12     | Ошибка экипажа                                             | Разбился при заходе на посадку.                                                                                 |
| 23 ноября  | Boeing 707                    | Trans World Airlines        | Рим               | 50      | 23     | Техническая нетсправность                                  | Разбился при взлёте из-за отказа двигателей.                                                                    |
| 28 ноября  | Ил-14                         | Аэрофлот                    | Сурамский хребет  | 7       | 8      | Ошибки авиадиспетчеров и экипажа, сложные погодные условия | Врезался в гору ночью.                                                                                          |

### 1965
| Дата        | Воздушное судно                      | Принадлежность                  | Место катастрофы  | Погибли | Выжили | Причина                                                    | Описание |
| ----------- | ------------------------------------ | ------------------------------- | ----------------- | ------- | ------ | ---------------------------------------------------------- | --- |
| 2 января    | Ли-2                                 | Аэрофлот                        | Туркменская ССР   | 24      | 0      | Ошибка экипажа                                             | Врезался в песчаный бархан. |
| 4 января    | Ил-18                                | Аэрофлот                        | Алма-Ата          | 64      | 39     | Сложные метеоусловия, ошибки экипажа и УВД                 | Разбился при заходе на посадку. |
| 6 февраля   | Douglas DC-6                         | LAN Chile                       | Анды              | 87      | 0      | Ошибка экипажа                                             | Врезался в гору. |
| 8 февраля   | Douglas DC-7                         | Eastern Air Lines               | Нью-Йорк          | 84      | 0      | Ошибка экипажа                                             | При взлёте экипаж решил, что есть угроза столкновения с другим самолётом, заложил слишком крутой крен, в результате которого самолёт разбился.                                                                          |
| 13 февраля  | Ил-14                                | Аэрофлот                        | Нухинский район   | 23      | 0      | Ошибка экипажа                                             | Врезался в гору. |
| 7 марта     | Ли-2                                 | Аэрофлот                        | Араданский хребет | 31      | 0      | Турбулентность, конструктивные недостатки                  | Разрушился в воздухе. |
| 8 марта     | Ту-124В                              | Аэрофлот                        | Курумоч           | 30      | 9      | Отказ авиагоризонтов                                       | Разбился при взлёте. |
| 20 марта    | Ан-24                                | Аэрофлот                        | Ханты-Мансийск    | 43      | 4      | Не установлено                                             | Разбился при заходе на посадку. |
| 20 мая      | Boeing 720                           | Pakistan International Airlines | Каир              | 121     | 6      | Ошибка экипажа                                             | Разбился при заходе на посадку. |
| 16 августа  | Boeing 727                           | United Air Lines                | озеро Мичиган     | 30      | 0      | Ошибка экипажа                                             | Упал в воду. |
| 17 сентября | Boeing 707                           | Pan American                    | гора Чанс Маунтин | 30      | 0      | Сложные погодные условия, ошибки экипажа                   | Врезался в гору. |
| 8 ноября    | Boeing 727                           | American Airlines               | Цинциннати        | 58      | 4      | Ошибка экипажа                                             | Врезался в деревья при заходе на посадку. |
| 10 ноября   | Ту-124                               | Аэрофлот                        | Кольский район    | 32      | 32     | Ошибка УВД и экипажа, техническое несовершенство аэропорта | Разбился при заходе на посадку. |
| 11 ноября   | Boeing 727                           | United Air Lines                | Солт-Лейк-Сити    | 43      | 48     | Ошибки экипажа                                             | Разбился при заходе на посадку. |
| 4 декабря   | Boeing 707                           | Trans World Airlines            | Кармел            | 0       | 58     | Столкновение в воздухе                                     | Столкнулись в воздухе из-за ошибки экипажа L-1049. экипаж самолёта TWA сумел выполнить безопасную посадку в Нью-Йорке; экипаж самолёта EAL совершил вынужденную посадку в поле, в результате которой самолёт загорелся. |
| 4 декабря   | Lockheed L-1049C Super Constellation | Eastern Air Lines               | Кармел            | 4       | 50     | Столкновение в воздухе                                     | Столкнулись в воздухе из-за ошибки экипажа L-1049. экипаж самолёта TWA сумел выполнить безопасную посадку в Нью-Йорке; экипаж самолёта EAL совершил вынужденную посадку в поле, в результате которой самолёт загорелся. |

### 1966
| Дата       | Воздушное судно               | Принадлежность                       | Место катастрофы  | Погибли        | Выжили | Причина                                                                  | Описание |
| ---------- | ----------------------------- | ------------------------------------ | ----------------- | -------------- | ------ | ------------------------------------------------------------------------ | --- |
| 1 января   | Ил-14                         | Аэрофлот                             | Камчатка          | 23             | 0      | Отказ двигателя, ошибка экипажа, сложные метеоусловия                    | Катастрофа произошла из-за отказа двигателя, который был вызван разрушением головки цилиндра № 12, а также ошибочным решением экипажа продолжать полёт, несмотря на то, что он выполнялся на одном двигателе в сложных погодных условиях и над горной местностью                                        |
| 15 января  | Douglas C-54                  | Avianca                              | Картахена         | 56             | 8      | Нарушение техобслуживания, ошибка экипажа                                | Упал в воду сразу после взлёта. Вероятными причинами катастрофы стали невыявленная в ходе периодических инспекционных проверок неисправность торсионной связи левого шасси и отказ при взлёте двигателя № 2. В сложившейся ситуации экипаж допустил ошибки в пилотировании, что и привело к катастрофе. |
| 24 января  | Boeing 707                    | Air-India                            | Монблан           | 117            | 0      | Ошибки экипажа                                                           | Экипаж неверно определил своё точное местоположение, начал преждевременное снижение, в результате чего самолёт врезался в гору. |
| 4 февраля  | Boeing 727                    | All Nippon Airways                   | Токийский залив   | 133            | 0      | Не установлено                                                           | Разбился при заходе на посадку. |
| 16 февраля | Ил-14                         | Аэрофлот                             | Большая Вяткина   | 26             | 0      | Техническая неисправность                                                | Врезался в замёрзшее болото. |
| 17 февраля | Ту-114                        | Шереметьевский ОАО                   | Шереметьево       | 21             | 45     | Пренебрежение минимумом погоды, неудовлетворительное состояние аэропорта | Разбился при взлёте с неочищенной от снега полосы. |
| 4 марта    | Douglas DC-8                  | Canadian Pacific Air Lines           | Токио             | 64             | 8      | Дезориентация экипажа                                                    | При заходе на посадку в сложных погодных условиях врезался в волноотбойную стену и разрушился. |
| 5 марта    | Boeing 707                    | British Overseas Airways Corporation | гора Фудзи        | 124            | 0      | Сильная турбулентность                                                   | Разрушился в воздухе. |
| 18 марта   | Ан-24                         | United Arab Airlines                 | близ Каира        | 30             | 0      | Ошибка экипажа из-за сложных метеоусловий                                | Разбился при заходе на посадку. |
| 22 апреля  | Lockheed L-188C Electra       | American Flyers Airline              | Оклахома          | 83             | 15     | Потеря дееспособности командиром из-за болезни сердца                    | При заходе на посадку из-за высокой стрессовой нагрузки командир потерял дееспособность, самолёт потерял управление и разбился. |
| 23 апреля  | Ил-14                         | Аэрофлот                             | Каспийское море   | 33             | 0      | Отказ двигателей                                                         | Упал в море в плохую погоду из-за отказа двигателей по неустановленной причине. |
| 27 апреля  | Lockheed L-749A Constellation | LANSA                                | гора Талаула      | 49             | 0      | Ошибка экипажа                                                           | Врезался в гору. |
| 6 августа  | BAC 1-11-203AE                | Braniff Airways                      | Ричардсон         | 42             | 0      | Попадание в сильную турбулентность при обходе грозы                      | Разрушился во время турбулентности. |
| 1 октября  | Douglas DC-9                  | West Coast Airlines                  | округ Клакамас    | 18             | 0      | Не установлено                                                           | Самолёт снизился ниже заданной высоты и врезался в землю. |
| 22 октября | Ил-18                         | Аэрофлот                             | аэропорт Алма-Ата | 3              | 65     | Отказ двигателя, ошибка экипажа                                          | Выкатился за пределы ВПП. |
| 24 ноября  | Ил-18                         | ТАБСО                                | Рача              | 82             | 0      | Не установлено                                                           | Разбился при взлёте. |
| 24 декабря | Canadair CL-44D4-1            | Flying Tiger Line                    | Дананг            | 4+107 на земле | 0      | Ошибки экипажа                                                           | При посадке врезался в дома. На земле погибли 107 человек, 50 пострадали. |

### 1967
| Дата       | Воздушное судно       | Принадлежность          | Место катастрофы | Погибли       | Выжили | Причина                        | Описание                                                                                     |
| ---------- | --------------------- | ----------------------- | ---------------- | ------------- | ------ | ------------------------------ | -------------------------------------------------------------------------------------------- |
| 5 марта    | Convair 580           | Lake Central Airlines   | округ Уайандот   | 38            | 0      | Техническая неисправность      | Разрушился в воздухе из-за отказа гидропривода лопастей винта.                               |
| 30 марта   | Douglas DC-8          | Delta Air Lines         | Новый Орлеан     | 6+13 на земле | 0      | Ошибки экипажа                 | Упал на дома при заходе на посадку. На земле ранены 18 человек.                              |
| 20 апреля  | Bristol 175 Britannia | Globe Air               | Никосия          | 126           | 4      | Ошибки экипажа                 | Разбился при заходе на посадку.                                                              |
| 4 июня     | Canadair C-4 Argonaut | British Midland Airways | Стокпорт         | 72            | 12     | Истощение авиатоплива          | Разбился при заходе на посадку.                                                              |
| 23 июня    | BAC 1-11-204AF        | Mohawk Airlines         | Пенсильвания     | 34            | 0      | Техническая неисправность      | Загорелся и разрушился в воздухе.                                                            |
| 19 июля    | Boeing 727            | Piedmont Airlines       | Хендерсон        | 79            | 0      | Столкновение в воздухе         | Столкновение произошло из-за отклонения Cessna 310 от установленной схемы захода на посадку. |
| 19 июля    | Cessna 310            | Lanseair Inc.           | Хендерсон        | 3             | 0      | Столкновение в воздухе         | Столкновение произошло из-за отклонения Cessna 310 от установленной схемы захода на посадку. |
| 5 сентября | Ил-18                 | ČSA                     | близ Гандера     | 37            | 32     | Не установлено                 | Предполагаемая причина катастрофы — дезориентация экипажа.                                   |
| 12 октября | De Havilland Comet    | Cyprus Airways          | Средиземное море | 66            | 0      | Теракт                         | Разбился после взрыва бомбы на борту.                                                        |
| 16 ноября  | Ил-18                 | Аэрофлот                | Кольцово         | 107           | 0      | Не установлено                 | Разбился при взлёте.                                                                         |
| 20 ноября  | Convair CV-880-22-1   | Trans World Airlines    | Цинциннати       | 70            | 12     | Ошибка экипажа                 | При заходе на посадку врезался в деревья и разбился.                                         |
| 30 декабря | Ан-24                 | Аэрофлот                | Лиепая           | 43/44         | 7/8    | Ошибка экипажа и отказ техники | Разбился при заходе на посадку.                                                              |

### 1968
| Дата        | Воздушное судно                   | Принадлежность               | Место катастрофы               | Погибли       | Выжили | Причина                                          | Описание |
| ----------- | --------------------------------- | ---------------------------- | ------------------------------ | ------------- | ------ | ------------------------------------------------ | --- |
| 4 января    | Ан-2                              | Аэрофлот                     | Усть-Кубинский район           | 14            | 0      | Ошибка экипажа и служб УВД, сложные метеоусловия | Столкнулись в воздухе. |
| 4 января    | Ан-2                              | Аэрофлот                     | Усть-Кубинский район           | 2             | 0      | Ошибка экипажа и служб УВД, сложные метеоусловия | Столкнулись в воздухе. |
| 6 января    | Ан-24                             | Аэрофлот                     | Якутия                         | 45            | 0      | Не установлена                                   | Зацепив деревья, перевернулся и врезался в землю.                                                                                        |
| 12 февраля  | Ан-2                              | Аэрофлот                     | Восточно-Казахстанская область | 4             | 12     | Ошибка экипажа                                   | Врезался в гору. |
| 29 февраля  | Ил-18Д                            | Аэрофлот                     | Братск                         | 83            | 1      | Пожар на борту                                   | Рухнул на землю после пожара. |
| 5 марта     | Boeing 707                        | Air France                   | вулкан Суфриер                 | 63            | 0      | Ошибки экипажа                                   | Врезался в гору. |
| 7 марта     | Ту-124                            | Аэрофлот                     | аэропорт Гумрак                | 1             | 48     | Случайный выпуск интерцепторов                   | Основная статья: Катастрофа Ту-124 в Волгограде                                                                                          |
| 24 марта    | Vickers Viscount 803              | Aer Lingus                   | Пролив Святого Георга,         | 61            | 0      | Не установлено                                   | Упал в воду. |
| 20 апреля   | Boeing 707                        | South African Airways        | Виндхук                        | 123           | 5      | Ошибки экипажа                                   | Первый удар пришёлся четырьмя двигателями, которые вырыли в земле четыре траншеи. Промчавшись по земле, авиалайнер полностью разрушился. |
| 3 мая       | Lockheed L-188A Electra           | Braniff Airways              | Наварро                        | 85            | 0      | Ошибки экипажа, плохие погодные условия          | Разрушился в воздухе. |
| 10 августа  | Fairchild Hiller FH-227B          | Piedmont Airlines            | Чарлстон                       | 35            | 2      | Дезориентация экипажа                            | Врезался в деревья при заходе на посадку в тумане.                                                                                       |
| 11 сентября | Sud Aviation SE-210 Caravelle III | Air France                   | Средиземное море,              | 95            | 0      | Не установлено                                   | Предположительно, сбит ракетой. |
| 2 декабря   | Fairchild F-27B                   | Wien Consolidated Airlines   | Аляска                         | 39            | 0      | Турбулентность, усталость металла                | Разрушился в воздухе. |
| 12 декабря  | Boeing 707                        | Pan American                 | Карибское море                 | 51            | 0      | Ошибка экипажа                                   | Упал в воду при заходе на посадку. |
| 24 декабря  | CV-580                            | Allegheny Airlines           | Брэдфорд                       | 20            | 27     | Ошибка экипажа                                   | При заходе на посадку зацепил деревья и упал.                                                                                            |
| 26 декабря  | DC-3                              | ESSA                         | Энсенада                       | 12            | 2      | н.д.                                             | Врезался в гору. |
| 27 декабря  | CV-580                            | North Central Airlines       | О’Хара (Чикаго)                | 27+1 на земле | 18     | Ошибка экипажа                                   | Упал на ангар в результате пространственной дезориентации пилота.                                                                        |
| 31 декабря  | Vickers Viscount                  | MacRobertson Miller Airlines | Порт-Хедленд                   | 26            | 0      | Усталость метала                                 | Разрушение крыла в воздухе. |
| 31 декабря  | C-47                              | SAESA                        | Сьюдад-Виктория                | 26            | 0      | н.д.                                             | Разбился в горах. |

### 1969
| Дата        | Воздушное судно         | Принадлежность               | Место катастрофы       | Погибли        | Выжили        | Причина                                                       | Описание |
| ----------- | ----------------------- | ---------------------------- | ---------------------- | -------------- | ------------- | ------------------------------------------------------------- | --- |
| 5 января    | Boeing 727              | Ariana Afghan Airlines       | Лондон                 | 48+2 на земле  | 14+1 на земле | Сложные погодные условия, дезориентация экипажа               | Разбился при заходе на посадку. |
| 13 января   | Douglas DC-8            | Scandinavian Airlines System | залив Санта-Моника     | 15             | 30            | Ошибки экипажа                                                | Во время захода на посадку упал в воду. |
| 18 января   | Boeing 727              | United Air Lines             | залив Санта-Моника     | 38             | 0             | Отказ генератора, обесточивание самолёта                      | Через две минуты после взлёта экипаж доложил об отказе левого двигателя, после чего передал о намерении вернуться в аэропорт, но разбился при заходе на посадку. |
| 18 февраля  | Douglas C-49J           | Hawthorne Nevada Airlines    | гора Уитни             | 35             | 0             | Ошибка экипажа                                                | Врезался в гору. |
| 16 марта    | McDonnell Douglas DC-9  | Viasa                        | Маракайбо              | 84+71 на земле | 0             | Перегруз                                                      | При взлёте упал на дома из-за превышения максимальной взлётной массы. |
| 20 марта    | Ил-18                   | United Arab Airlines         | у аэропорта Асуана     | 100            | 5             | Ошибка экипажа                                                | Разбился во время посадки в пыльную бурю. |
| 24 марта    | Ан-24                   | Аэрофлот                     | п. Красное Поле,       | 4              | 27            | Отказ двигателей и обледенение                                | Катастрофа Ан-24 в Алма-Ате. |
| 28 марта    | Ан-2                    | Аэрофлот                     | Горно-Бадахшанская АО  | 11             | 2             | Ошибка экипажа                                                | Командир воздушного судна и 1 ребёнок были тяжело ранены, но выжили и были обнаружены спасателями 2 апреля. Причиной катастрофы явилось нарушение экипажем минимума погоды и правил полётов, что привело к попаданию самолёта в облака на высоте ниже безопасной и последующему его столкновению со склоном горы. |
| 2 апреля    | Ан-24                   | LOT                          | Бабьи горы             | 53             | 0             | Не установлена                                                | Врезался в гору. |
| 29 мая      | Ми-2                    | Аэрофлот                     | о. Кыллах              | 25             | 3             | Перегруз                                                      | Разбился при взлёте. На борту находились школьники, которых эвакуировали из-за ледяного затора. |
| 4 июня      | Boeing 727              | Mexicana de Aviación         | Нуэво-Леон             | 79             | 0             | Не установлено                                                | Разбился при заходе на посадку. |
| 22 июня     | Ан-12                   | ВВС СССР                     | Юхновский район        | 96             | 0             | Нарушение обоими экипажами заданных высот при проходе облаков | Столкнулись в воздухе. |
| 22 июня     | Ил-14                   | Аэрофлот                     | Юхновский район        | 24             | 0             | Нарушение обоими экипажами заданных высот при проходе облаков | Столкнулись в воздухе. |
| 28 июня     | Ил-14                   | Аэрофлот                     | Киргизский хребет      | 40             | 0             | Ошибка экипажа                                                | Врезался в гору. |
| 3 августа   | Ан-24                   | Аэрофлот                     | Криничанский район     | 55             | 0             | Разрушение воздушного винта                                   | В полёте из-за коррозии отделилась лопасть винта. |
| 13 августа  | Ан-12                   | Аэрофлот                     | Новосибирск            | 4              | 2             | Техническая неисправность, ошибки при техобслуживании         | Разбился из-за неполадок с двигателями. |
| 26 августа  | Ил-18                   | Аэрофлот                     | аэропорт Внуково       | 16             | 85            | Ошибки экипажа, ошибки при эвакуации                          | Экипаж при посадке забыл выпустить шасси. После посадки «на брюхо» самолёт загорелся. Во время беспорядочной эвакуации погибли 16 человек. |
| 1 сентября  | Ил-14                   | Аэрофлот                     | залив Креста           | 22             | 5             | Ошибка экипажа, нарушения в работе аэродромного оборудования  | Разбился при заходе на посадку. |
| 9 сентября  | McDonnell Douglas DC-9- | Allegheny Airlines           | округ Шелби            | 82             | 0             | Несовершенство организации воздушного движения                | Столкнулись в воздухе. |
| 9 сентября  | Piper PA-28             | частный                      | округ Шелби            | 1              | 0             | Несовершенство организации воздушного движения                | Столкнулись в воздухе. |
| 21 сентября | Boeing 727              | Mexicana de Aviación         | Мехико                 | 27             | 91            | Не установлена                                                | Сел до полосы по неустановленным причинам. |
| 26 сентября | Douglas DC-6            | Lloyd Aéreo Boliviano        | гора Чокетанга         | 74             | 0             | Не установлено                                                | Врезался в гору. Погибла команда футбольного клуба «Стронгест» |
| 13 октября  | Ан-24                   | Аэрофлот                     | аэропорт Нижневартовск | 24             | 32            | Не установлено                                                | Разбился при заходе на посадку. |
| 20 ноября   | Vickers VC10            | Nigeria Airways              | Лагос                  | 87             | 0             | Ошибки экипажа                                                | Разбился при заходе на посадку. |
| 3 декабря   | Boeing 707              | Air France                   | Карибское море         | 62             | 0             | Не установлено                                                | Предположительно, пожар на борту или теракт. |
| 8 декабря   | Douglas DC-6            | Olympic Airways              | близ Кератеи           | 90             | 0             | Ошибки экипажа                                                | Врезался в гору. |
| 10 декабря  | Ил-14                   | Аэрофлот                     | Каспийское море        | 17             | 0             | Столкновение с птицами                                        | Упал в море. |

## 1970—1979

### 1974
| Дата    | Воздушное судно | Принадлежность   | Место катастрофы | Погибли | Выжили | Причина               | Описание |
| ------- | --------------- | ---------------- | ---------------- | ------- | ------ | --------------------- | --- |
| 3 марта | DC-10           | Turkish Airlines | Эрменонвиль      | 346     | 0      | Взрывная декомпрессия | Через 9 минут после вылета из Парижа на высоте 3500 метров неожиданно открылась одна из дверей грузового отсека, что создало взрывную декомпрессию, в результате которой разрушились системы управления. Лайнер перешёл в пикирование и через 1,5 минуты на большой скорости рухнул в лес. |

### 1976
| Дата        | Воздушное судно        | Принадлежность            | Место катастрофы     | Погибли        | Выжили | Причина                                             | Описание |
| ----------- | ---------------------- | ------------------------- | -------------------- | -------------- | ------ | --------------------------------------------------- | --- |
| 9 февраля   | Ту-104                 | Аэрофлот                  | Иркутск              | 24             | 90     | Не установлена                                      | Упал при взлёте предположительно из-за асимметричной заправки самолёта. |
| 1 июня      | Ту-154                 | Аэрофлот                  | Малабо               | 45             | 0      | Не установлена                                      | Разбился, предположительно, из-за дезориентации экипажа. |
| 19 сентября | Boeing 727             | Turkish Airlines          | Ыспарта              | 154            | 0      | Дезориентация второго пилота                        | Во время захода на посадку второй пилот увидел огни Ыспарты и решил что это огни Антальи. Он собирался садиться на оживлённое шоссе, а когда пилоты заметили свою ошибку, они попытались набрать высоту, но было уже слишком поздно, и лайнер врезался в холм. |
| 12 декабря  | DHC-6                  | Atlantic City Airlines    | Уайлдвуд, Нью-Джерси | 4              | 6      | Ошибка экипажа, сложные метеоусловия                | Разбился при заходе на посадку. |
| 16 декабря  | Як-40                  | Аэрофлот                  | Запорожская область  | 5              | 0      | Ошибка экипажа                                      | Основная статья: Катастрофа Як-40 под Запорожьем |
| 17 декабря  | Ан-24                  | Аэрофлот                  | Жуляны               | 48             | 7      | Ошибка экипажа и служб УВД, сложные метеоусловия    | При посадке в киевском аэропорту Жуляны в сложных метеорологических условиях столкнулся с бетонным забором, а затем врезался в железнодорожную насыпь. |
| 17 декабря  | Як-40                  | Аэрофлот                  | Усть-Кута            | 7              | 0      | Ошибка экипажа                                      | Сразу после вылета из Усть-Кута задел деревья и упал в лес. |
| 18 декабря  | Ил-14                  | Аэрофлот                  | Южно-Сахалинск       | 8              | 2      | Ошибка экипажа в условиях белой мглы                | Врезался в гору при заходе на посадку. Выжили два пассажира, которые были обнаружены через три дня. |
| 25 декабря  | Boeing 707             | EgyptAir                  | Донмыанг             | 52+19 на земле | 0      | Ошибка экипажа                                      | При заходе на посадку упал на фабрику в 2 километрах от ВПП. |
| 27 декабря  | Fairchild C-82A Packet | Transportes Aéreos Itenez | Сан-Рамон            | 6              | 0      | Ошибка экипажа, перегруз, техническая неисправность | При взлёте сошёл с ВПП, столкнулся с трактором и перевернулся. |
| 30 декабря  | Douglas C-54A          | Faucett                   | Трухильо             | 24             | 0      | н.д.                                                | Разбился через 7 минут после вылета. |

### 1977
| Дата       | Воздушное судно | Принадлежность   | Место катастрофы     | Погибли       | Выжили | Причина                                                             | Описание |
| ---------- | --------------- | ---------------- | -------------------- | ------------- | ------ | ------------------------------------------------------------------- | --- |
| 13 января  | Ту-104          | Аэрофлот         | Алма-Аты             | 90            | 0      | Пожар в двигателе                                                   | Основная статья: Катастрофа Ту-104 в Алма-Ате |
| 15 февраля | Ил-18           | Аэрофлот         | близ Минеральных Вод | 77            | 21     | Ошибка экипажа                                                      | Разбился при заходе на посадку. |
| 27 марта   | Boeing 747      | KLM              | Лос-Родеос           | 248           | 0      | Столкновение на ВПП                                                 | Авиакатастрофа стала крупнейшей по числу жертв в истории гражданской авиации и крупнейшей при столкновении двух самолётов на земле. Причиной стала плохая видимость, отсутствие радара и небрежность ведения радиопереговоров.                                                                                               |
| 27 марта   | Boeing 747      | Pan American     | Лос-Родеос           | 335           | 61     | Столкновение на ВПП                                                 | Авиакатастрофа стала крупнейшей по числу жертв в истории гражданской авиации и крупнейшей при столкновении двух самолётов на земле. Причиной стала плохая видимость, отсутствие радара и небрежность ведения радиопереговоров.                                                                                               |
| 30 марта   | Як-40           | Аэрофлот         | Мариуполь            | 8             | 20     | Ошибки служб УВД и экипажа                                          | В условиях плохой видимости при заходе на посадку врезался в столб и разбился. |
| 4 апреля   | DC-9            | Southern Airways | Нью-Хоуп             | 63+9 на земле | 22     | Помпаж и дальнейший отказ двигателей из-за сложных погодных условий | Перед вылетом экипаж не получил актуальных погодных данных, вследствие чего самолёт попал в сильный грозовой фронт. Дождь и град вызвали помпаж двигателей, последующее за ним разрушение лопаток компрессоров и выход из строя обоих двигателей. При аварийной посадке на шоссе самолёт задел деревья, разрушился и сгорел. |
| 20 октября | Convair CV-300  | L&J Company      | Мак-Ком              | 6             | 20     | Нехватка топлива                                                    | Разбился при аварийной посадке, вызванной нехваткой горючего. Погибли 6 человек, включая трёх членов группы Lynyrd Skynyrd. |

### 1978
| Дата       | Воздушное судно | Принадлежность | Место катастрофы | Погибли | Выжили | Причина                                       | Описание |
| ---------- | --------------- | -------------- | ---------------- | ------- | ------ | --------------------------------------------- | --- |
| 1 января   | Boeing 747      | Air India      | Аравийское море  | 213     | 0      | Отказ авиагоризонта и ошибка экипажа.         | Основная статья: Катастрофа Boeing 747 под Бомбеем                                                                                              |
| 20 апреля  | Boeing 707      | Korean Air     | Карелия          | 2       | 107    | Воздушная атака                               | Вторгся в воздушное пространство СССР над Карелией. Был перехвачен, обстрелян и совершил вынужденную посадку на лёд замёрзшего озера Корпиярви. |
| 19 мая     | Ту-154          | Аэрофлот       | Максатиха        | 4       | 123    | Ошибки экипажа                                | Произвёл вынужденную посадку на картофельное поле в результате выключения двигателей из-за ошибок экипажа.                                      |
| 7 октября  | Як-40           | Аэрофлот       | Кольцово         | 38      | 0      | Отказ двигателя, обледенение                  | Разбился при взлёте. |
| 23 октября | Ан-24Б          | Аэрофлот       | Сиваш            | 26      | 0      | Обледенение, ошибка экипажа, отказ двигателей | Основная статья: Катастрофа Ан-24 над заливом Сиваш                                                                                             |

## 1980—1989

### 1980
| Дата       | Воздушное судно         | Принадлежность         | Место катастрофы | Погибли | Выжили       | Причина                                                       | Описание |
| ---------- | ----------------------- | ---------------------- | ---------------- | ------- | ------------ | ------------------------------------------------------------- | --- |
| 14 апреля  | Ан-24                   | Аэрофлот               | Красноярск       | 2       | 51           | Разрушение шасси, ошибка служб УВД, конструктивные недостатки | При взлёте самолёта Ан-24 (бортовой номер СССР-47732) из аэропорта «Северный» г. Красноярск во время разбега разрушился шлиц-шарнир правой тележки шасси. Экипаж принял решение следовать на аэродром назначения Енисейск для аварийной посадки без шасси на снег. По указанию начальника управления ГА г. Красноярска, после выработки топлива из правого крыла, было дано указание производить посадку на аэродроме вылета, на заранее вымеренную площадку (1000 метров по измерениям аэродромной службы до посадки, 600 метров по данным инспекции по безопасности полётов во время расследования авиапроисшествия) между ВПП и рулёжной дорожкой. Когда самолёт находился на предпосадочной прямой, на предварительный старт вырулил самолёт Ил-76 для взлёта, что послужило дополнительным препятствием для посадки Ан-24. После посадки оторвались колеса правой стойки шасси, в то время как сама стойка не сложилась и, пробежав 600 метров, самолёт уткнулся правой стойкой в ящики с песком. Самолёт развернулся по инерции под 50 градусов, крыло переломилось и самолёт загорелся. |
| 14 мая     | Ил-62                   | LOT                    | Окенче           | 87      | 0            | Отказ двигателя                                               | Командир Ил-62 («Николай Коперник», номер рейса LO-007), следовавшего из Нью-Йорка в Варшаву при заходе на посадку в аэропорте Океньце сообщил, что нет сигнала о выпуске шасси. При попытке уйти на второй круг произошло разрушение турбины левого внутреннего двигателя. Обломками разрушенной турбины были повреждены два других двигателя и системы управления рулями высоты и направления. Погибло 77 пассажиров и 10 членов экипажа. Среди жертв была популярная певица Анна Янтар и 14 спортсменов — любительская сборная США по боксу, летевшая на матч со сборной Польши. Причиной трагедии тогда были признаны конструктивные дефекты советских двигателей. |
| 12 июня    | Як-40                   | Аэрофлот               | вблизи Душанбе   | 29      | 0            | Ошибки экипажа и служб УВД                                    | Причиной катастрофы стала навигационная ошибка экипажа при обходе грозовых очагов при полёте в облаках в горной местности (высота 2840 м над уровнем моря) в условиях болтанки, обледенения и электризации, а также недостаточный контроль за самолётом со стороны авиадиспетчеров. |
| 27 июня    | DC-9                    | Itavia                 | Тирренское море  | 81      | 0            | Сбит                                                          | Сбит неопознанным военным самолётом (по другим данным, на его борту сработало взрывное устройство). |
| 8 июля     | Ту-154                  | Аэрофлот               | Алма-Ата         | 166     | 0+9 на земле | Сдвиг ветра                                                   | Разбился при взлёте. |
| 19 августа | Lockheed L-1011 TriStar | Saudi Arabian Airlines | Эр-Рияд          | 301     | 0            | Пожар на борту                                                | Вскоре после взлёта начался пожар на борту из-за короткого замыкания. Экипаж посадил самолёт, но эвакуация была проведена только спустя 20 минут после приземления. К этому времени все пассажиры и члены экипажа погибли. |

### 1981
| Дата       | Воздушное судно | Принадлежность | Место катастрофы | Погибли | Выжили | Причина                                        | Описание                                                                          |
| ---------- | --------------- | -------------- | ---------------- | ------- | ------ | ---------------------------------------------- | --------------------------------------------------------------------------------- |
| 24 августа | Ан-24           | Аэрофлот       | Завитинск        | 31      | 1      | Столкновение в воздухе                         | Единственная выжившая — Лариса Савицкая, пережившая падение с высоты 5200 метров. |
| 24 августа | Ту-16К          | ВВС СССР       | Завитинск        | 6       | 0      | Столкновение в воздухе                         | Единственная выжившая — Лариса Савицкая, пережившая падение с высоты 5200 метров. |
| 16 ноября  | Ту-154          | Аэрофлот       | Норильск         | 99      | 68     | Конструктивные недостатки, нарушение центровки | Разбился при посадке.                                                             |
| 7 февраля  | Ту-104А         | ВВС СССР       | Пушкин           | 50      | 0      | Перегруз                                       | Разбился при взлёте. Погибло командование Тихоокеанского флота СССР.              |

### 1982
| Дата        | Воздушное судно         | Принадлежность | Место катастрофы   | Погибли       | Выжили       | Причина                                                                        | Описание |
| ----------- | ----------------------- | -------------- | ------------------ | ------------- | ------------ | ------------------------------------------------------------------------------ | --- |
| 13 января   | Boeing 737              | Air Florida    | Вашингтон          | 74+4 на земле | 5+4 на земле | обледенение, ошибки экипажа                                                    | При взлёте в условиях сильного снегопада внезапно перешёл в сваливание и, потеряв высоту, врезался в загруженный автомобилями пролёт моста проходящего через реку Потомак.                                              |
| 28 июня     | Як-42                   | Аэрофлот       | Наровлянский район | 132           | 0            | Отказ привода стабилизатора из-за брака                                        | Основная статья: Катастрофа Як-42 под Наровлей |
| 6 июля      | Ил-62                   | Аэрофлот       | Менделеево         | 90            | 0            | Отключение двигателей № 1 и 2 из-за ложного срабатывания пожарной сигнализации | Сразу после взлёта, когда лайнер ещё не набрал высоту, сработала ложная сигнализация о пожаре сначала в первом, а потом и во втором двигателях самолёта. Экипаж принял решение отключить двигатели. Самолёт упал в лес. |
| 13 сентября | McDonnell Douglas DC-10 | Spantax        | Малага             | 50            | 344          | Разрушение покрышки шасси                                                      | При взлёте у самолёта лопнула покрышка шасси и он выкатился за пределы ВПП и врезался в здания. На земле пострадал 1 человек.                                                                                           |

### 1983
| Дата       | Воздушное судно | Принадлежность | Место катастрофы | Погибли | Выжили | Причина                         | Описание                                                                                 |
| ---------- | --------------- | -------------- | ---------------- | ------- | ------ | ------------------------------- | ---------------------------------------------------------------------------------------- |
| 30 августа | Ту-134          | Аэрофлот       | Алматы           | 90      | 0      | Ошибки экипажа и авиадиспетчера | Врезался в гору.                                                                         |
| 1 сентября | Boeing 747      | Korean Air     | пролив Лаперуза  | 269     | 0      | Поражение ракетой               | По неустановленной причине отклонился от курса и был сбит истребителем Су-15ТМ ВВС СССР. |

### 1984
| Дата       | Воздушное судно | Принадлежность | Место катастрофы | Погибли        | Выжили | Причина               | Описание |
| ---------- | --------------- | -------------- | ---------------- | -------------- | ------ | --------------------- | --- |
| 11 октября | Ту-154          | Аэрофлот       | Омск             | 174+4 на земле | 5      | Ошибки авиадиспетчера | При посадке столкнулся на взлётно-посадочной полосе со снегоуборочными машинами. Эта авиакатастрофа является крупнейшей по числу жертв из всех произошедших на территории России. |
| 23 декабря | Ту-154          | Аэрофлот       | Емельяново       | 110            | 1      | Отказ двигателя       | При взлёте возник пожар в одном из двигателей. Была предпринята попытка вернуться в аэропорт, однако самолёт не долетел до полосы 5 км и разбился в районе Зверосовхоза.          |

### 1985
| Дата       | Воздушное судно         | Принадлежность  | Место катастрофы    | Погибли        | Выжили        | Причина                                 | Описание |
| ---------- | ----------------------- | --------------- | ------------------- | -------------- | ------------- | --------------------------------------- | --- |
| 3 мая      | Ту-134А                 | Аэрофлот        | Львов               | 79             | 0             | Столкновение в воздухе                  | На Ан-26, направлявшемся в Москву, находилось руководство ВВС Прикарпатского военного округа. Вместе с командующим ВВС генерал-майором авиации Е. И. Крапивиным в столицу летели член военного совета округа генерал-майор В. М. Доценко, начальник штаба ВВС ПрикВО С. А. Волков и другие военачальники. Погибли и два сына Крапивина — Александр и Андрей, а также Наталья Громова — жена Бориса Громова. Самолёт пилотировал один из лучших экипажей Ан-26 ПрикВО, включая 1-го и 2-го пилотов подполковника Шишковского и лейтенанта В. В. Быковского — сына 5-го космонавта Валерия Быковского. В числе погибших на Ту-134 — командир экипажа Герой Социалистического Труда, лётчик 1-го класса Н. И. Дмитриев (пилот-инструктор в этом полёте) и 2-й пилот В. Н. Дякин, выдающийся русский художник-график «львовский Дюрер» Александр Аксинин, очень перспективный молодой эстонский спортсмен (настольный теннис) Алари Линдмэе. Как выяснила комиссия, катастрофа произошла по вине диспетчеров. |
| 3 мая      | Ан-26                   | ВВС СССР        | Львов               | 15             | 0             | Столкновение в воздухе                  | На Ан-26, направлявшемся в Москву, находилось руководство ВВС Прикарпатского военного округа. Вместе с командующим ВВС генерал-майором авиации Е. И. Крапивиным в столицу летели член военного совета округа генерал-майор В. М. Доценко, начальник штаба ВВС ПрикВО С. А. Волков и другие военачальники. Погибли и два сына Крапивина — Александр и Андрей, а также Наталья Громова — жена Бориса Громова. Самолёт пилотировал один из лучших экипажей Ан-26 ПрикВО, включая 1-го и 2-го пилотов подполковника Шишковского и лейтенанта В. В. Быковского — сына 5-го космонавта Валерия Быковского. В числе погибших на Ту-134 — командир экипажа Герой Социалистического Труда, лётчик 1-го класса Н. И. Дмитриев (пилот-инструктор в этом полёте) и 2-й пилот В. Н. Дякин, выдающийся русский художник-график «львовский Дюрер» Александр Аксинин, очень перспективный молодой эстонский спортсмен (настольный теннис) Алари Линдмэе. Как выяснила комиссия, катастрофа произошла по вине диспетчеров. |
| 23 июня    | Boeing 747              | Air India       | Атлантический океан | 329            | 0             | Теракт                                  | Взрыв на борту. |
| 10 июля    | Ту-154                  | Аэрофлот        | Учкудук             | 200            | 0             | Ошибки экипажа                          | Вошёл в штопор и разбился. Крупнейшая авиакатастрофа по числу жертв, произошедшая на территории СССР. |
| 2 августа  | Lockheed L-1011 TriStar | Delta Air Lines | Форт-Уэрт           | 134+1 на земле | 29+1 на земле | микропорыв                              | Лайнер рухнул вследствие микропорыва, сначала резко поднявшись, а затем резко опустившись и в итоге ударился о землю, где развалился и загорелся. |
| 12 августа | Boeing 747              | Japan Airlines  | Такамагахара        | 520            | 4             | Некачественное техническое обслуживание | В результате неправильного ремонта у Boeing 747 авиакомпании Japan Airlines, следовавшего рейсом JL 123 (Титосэ — Токио — Осака), разорвался хвостовой гермошпангоут. Лайнер потерял гидравлику и часть киля, после чего врезался в гору. Крупнейшая катастрофа одного самолёта в истории. |

### 1986
| Дата       | Воздушное судно | Принадлежность | Место катастрофы | Погибли | Выжили | Причина                                      | Описание |
| ---------- | --------------- | -------------- | ---------------- | ------- | ------ | -------------------------------------------- | --- |
| 2 марта    | Ан-24Б          | Аэрофлот       | Бугульма         | 38      | 0      | Конструктивные недостатки, ошибка экипажа    | В окрестностях города Бугульма потерпел катастрофу Ан-24Б компании Аэрофлот выполнявший рейс Ф-77 из Москвы в Бугульму с промежуточной посадкой в Чебоксарах. Пилотировал его экипаж из 61-го лётного отряда, состоявший из командира В. А. Пастухова, второго пилота А. С. Чепрасова и бортмеханика А. Б. Штейна. В салоне работала стюардесса Н. А. Баскакова. На его борту находились 34 пассажира: 32 взрослых и 2 ребёнка. Произошёл отказ датчика автоматического флюгирования ДАФ-24 по причине износа деталей микровыключателя КВ-9-1 (дефект конструкции), вследствие чего ночью, в облаках, на траектории предпосадочного снижения с полностью выпущенными закрылками и шасси произошло самопроизвольное флюгирование воздушного винта и выключение двигателя левой силовой установки. В данной обстановке экипаж допустил ошибки в технике пилотирования, что привело к потере скорости и сваливанию самолёта с его последующим столкновением с земной поверхностью. |
| 2 июля     | Ту-134А         | Аэрофлот       | посёлка Копса    | 54      | 38     | Пожар на борту                               | Вынужденная посадкам в лесу после пожара на борту. Причины пожара не были установлены. |
| 20 октября | Ту-134А         | Аэрофлот       | Курумоч          | 70      | 24     | Пренебрежение правилами техники безопасности | Командир поспорил с экипажем, что посадит самолёт «вслепую». В ходе посадки с закрытыми шторками самолёт жёстко приземлился и загорелся. |

### 1987
| Дата      | Воздушное судно           | Принадлежность             | Место катастрофы | Погибли | Выжили | Причина                                      | Описание |
| --------- | ------------------------- | -------------------------- | ---------------- | ------- | ------ | -------------------------------------------- | --- |
| 16 января | Як-40                     | Аэрофлот                   | Ташкент-Южный    | 9       | 0      | попадание самолёта в спутный след            | При взлёте попал в спутный след взлетавшего Ил-76 и разбился. |
| 15 ноября | McDonnell Douglas DC-9-14 | Continental Airlines       | Денвер           | 28      | 54     | обледенение, ошибки экипажа и авиадиспетчера | Разбился при взлёте. |
| 28 ноября | Boeing 747-200M Combi     | South African Airways      | Индийский океан  | 159     | 0      | пожар в грузовом отсеке                      | Разбился в Индийском океане из-за отказа почти всех необходимых систем управления из-за пожара в грузовом отсеке. Точная причина пожара не установлена. |
| 7 декабря | BAe 146-200A              | Pacific Southwest Airlines | Пасо-Роблес      | 43      | 0      | Преднамеренное крушение                      | Пассажир Дэвида А. Бёрк застрелил сначала своего начальника, а потом пилотов, после чего перевёл авиалайнер в пикирование. |
| 4 июня    | Ка-32Т                    | Аэрофлот                   | Териберка        | 4       | 0      | обрыв троса                                  | Вертолёт Ка-32Т выполнял работы в районе близ посёлка (ныне — село) Териберка, по установке опор ЛЭП-500, весом 4,2 тонны каждая и при подъёме очередной опоры неожиданно лопнул один из подстропников, в результате чего трос, который соединял подстропники, выскочил из троса штатной подвески, после чего последний соамортизировал, словно пружина, и взметнулся вверх. Трос штатной подвески пробил стабилизатор и срезал его, намотавшись позже на колонку несущего винта, разрушив при этом лопасти. Управление было потеряно и вертолёт рухнул на землю. Все находящиеся на борту 4 человека погибли. |

### 1988
| Дата       | Воздушное судно | Принадлежность | Место катастрофы | Погибли         | Выжили | Причина                    | Описание |
| ---------- | --------------- | -------------- | ---------------- | --------------- | ------ | -------------------------- | --- |
| 18 января  | Ту-154          | Аэрофлот       | Красноводск      | 11              | 135    | Ошибки экипажа             | Из-за ошибочных действий второго пилота самолёт произвёл грубую посадку с перегрузкой 4,8 g. От удара фюзеляж разрушился в хвостовой части по шпангоутам № 49-54 и в носовой части по шпангоутам № 12-14. |
| 24 января  | Як-40           | Аэрофлот       | Нижневартовск    | 27              | 4      | Отказ двигателей           | Разбился вскоре после взлёта из-за падения оборотов двигателей (причины не были установлены). После взлёта самолёт потерял высоту, врезался в склон оврага, ЛЭП и полностью разрушился. |
| 27 февраля | Ту-134          | Аэрофлот       | Сургут           | 20              | 31     | Ошибки экипажа и служб УВД | При заходе на посадку ночью в простых метеоусловиях с курсом посадки, обратным рабочему, при неработающей курсоглиссадной системе и приводных радиомаяках самолёт вошёл в зону приземного тумана. Командир воздушного судна с большим запозданием начал уход на второй круг. Самолёт грубо приземлился с перегрузкой 4,8 g на грунтовую полосу в 130 м левее ВПП, потерял правое полукрыло и двигатель № 2, перевернулся, проскользил в таком положении около 300 м и загорелся. |
| 17 марта   | Boeing 727      | Avianca        | Кукута           | 143             | 0      | Ошибка экипажа             | Врезался в гору сразу после вылета. Причиной стала невнимательность экипажа, а также присутствие посторонних в кабине пилотов. |
| 3 июля     | Airbus A300     | Iran Air       | Персидский залив | 290             | 0      | Поражение ракетой          | Сбит ракетой, выпущенной с крейсера USS Vincennes ВМС США. |
| 21 декабря | Boeing 747      | Pan American   | Локерби          | 259+11 на земле | 0      | Теракт                     | Упал на дома после взрыва бомбы на борту. |

### 1989
| Дата        | Воздушное судно | Принадлежность          | Место катастрофы | Погибли       | Выжили | Причина                                                       | Описание |
| ----------- | --------------- | ----------------------- | ---------------- | ------------- | ------ | ------------------------------------------------------------- | --- |
| 8 января    | Boeing 737      | British Midland Airways | Кегворт          | 47            | 79     | Отказ двигателя, ошибки экипажа                               | Через 13 минут после взлёта отказал двигатель № 1 (отделение лопатки компрессора), что сопровождалось сильной вибрацией. В сложившейся ситуации пилоты ошибочно отключили двигатель № 2, после чего принял решение совершить аварийную посадку в аэропорту Восточный Мидландс в Лестершире, но при заходе на посадку двигатель № 1 остановился, а попытки запустить двигатель № 2 оказались безуспешными и в итоге лайнер ударился о лесополосу автострады M1, затем врезался в откос насыпи аэропорта Восточный Мидландс и разрушился. |
| 8 февраля   | Boeing 707      | Independent Air         | Санта-Мария      | 144           | 0      | Ошибки экипажа и авиадиспетчера                               | Врезался в гору. |
| 24 февраля  | Boeing 747      | United Airlines         | Гонолулу         | 9             | 346    | неисправность замкового механизма двери грузового отсека      | Нна 16 минуте полёта из Гонолулу у лайнера открылась дверь грузового отсека, которая оторвала крупный кусок фюзеляжа с несколькими сидениями в салоне. |
| 19 июля     | DC-10           | United Airlines         | Су-Сити          | 111           | 185    | Разрушение двигателя № 2, повреждение гидравлической системы, | Через час после взлёта у самолёта разрушился двигатель № 2, обломки которого повредили гидравлическую систему. Экипаж смог посадить самолёт в аэропорту города Су-Сити, но лайнер правым крылом врезался во взлётную полосу и разрушился. Инцидент произошёл из-за усталости металла лопастей повреждённого двигателя, которые разрушились и разлетелись на большой мощности, пробив насквозь все трубки гидравлических систем. |
| 27 июля     | DC-10           | Korean Air              | Триполи          | 75+4 на земле | 124    | Ошибки экипажа, сложные погодные условия                      | На глиссаде врезался в здания из-за плохой видимости и метеоусловий. |
| 3 сентября  | Boeing 737      | Varig                   | Мату-Гросу       | 12            | 42     | ошибки экипажа                                                | Из-за неправильно выбранного курса пилоты были вынуждены совершить посадку на амазонские джунгли из-за выработки топлива. |
| 19 сентября | DC-10           | UTA                     | Тенере           | 170           | 0      | теракт                                                        | Разбился в пустыне после взрыва на борту. |

## 1990—1999

### 1990
| Дата        | Воздушное судно | Принадлежность           | Место катастрофы | Погибли | Выжили | Причина                                              | Описание |
| ----------- | --------------- | ------------------------ | ---------------- | ------- | ------ | ---------------------------------------------------- | --- |
| 13 января   | Ту-134          | Аэрофлот                 | Первоуральск     | 27      | 44     | Пожар на борту                                       | Разбился при вынужденной посадке (после срабатывания сигнализации «Дым в заднем багажном отсеке» и отказа части приборов) на заснеженное поле с выпущенными шасси в 49 км от аэропорта «Кольцово». Самолёт столкнулся с трубой оросительной системы, потерял правую консоль крыла и правую стойку шасси; перевернувшись, проскользил через лесополосу и остановился в 1028 м от точки первого касания. Фюзеляж полностью разрушился. |
| 14 сентября | Як-42           | Аэрофлот                 | Кольцово         | 4       | 125    | Ошибки экипажа                                       | Из-за ошибок в пилотировании самолёт приобрёл избыточную вертикальную скорость и находился в непосадочном положении ниже глиссады после пролёта ДПРМ. Решение об уходе на второй круг принято с опозданием. Самолёт задел деревья на высоте 20 м, упал в поле в 1700 м от ВПП (между ДПРМ и БПРМ) и раскололся надвое. |
| 2 октября   | Boeing 737      | Xiamen Airlines          | Гуанчжоу         | 82      | 20     | Угон самолёта                                        | Во время полёта один из пассажиров потребовал сменить курс, угрожая взрывчаткой. Во время посадки в Гуанчжоу завязалась драка, управление было потеряно и самолёт врезался в два других борта. |
| 2 октября   | Boeing 757      | China Southern Airlines  | Гуанчжоу         | 46      | 76     | Угон самолёта                                        | Во время полёта один из пассажиров потребовал сменить курс, угрожая взрывчаткой. Во время посадки в Гуанчжоу завязалась драка, управление было потеряно и самолёт врезался в два других борта. |
| 2 октября   | Boeing 707      | China Southwest Airlines | Гуанчжоу         | 0       | 1      | Угон самолёта                                        | Во время полёта один из пассажиров потребовал сменить курс, угрожая взрывчаткой. Во время посадки в Гуанчжоу завязалась драка, управление было потеряно и самолёт врезался в два других борта. |
| 14 ноября   | DC-9            | Alitalia                 | Цюрих            | 46      | 0      | Сбой в работе навигационных приборов, ошибки экипажа | Врезался в гору при заходе на посадку. |

### 1991
| Дата        | Воздушное судно | Принадлежность  | Место катастрофы | Погибли       | Выжили | Причина                                   | Описание |
| ----------- | --------------- | --------------- | ---------------- | ------------- | ------ | ----------------------------------------- | --- |
| 23 марта    | Ан-24           | Аэрофлот        | Навои            | 34            | 29     | Ошибка экипажа                            | Самолёт совершил посадку с перелётом (касание в 710 м после торца ВПП), выкатился за пределы ВПП на 317 м, столкнулся со штабелем железобетонных плит высотой 2 м, разрушился и загорелся. |
| 23 мая      | Ту-154          | Аэрофлот        | Пулково          | 13+2 на земле | 168    | Ошибки экипажа, сложные метеоусловия      | Вследствие нарушения экипажем техники пилотирования при заходе на посадку, самолёт совершил грубую посадку с вертикальной скоростью около 4 м/с, передняя стойка шасси подломилась, во время движения по аэродрому фюзеляж начал разрушаться. |
| 26 мая      | Boeing 767      | Lauda Air       | Супханбури       | 223           | 0      | переход двигателя № 1 в режим реверса     | На эшелоне левый двигатель перешёл на реверс. |
| 11 июля     | DC-8            | Nigeria Airways | Джидда           | 261           | 0      | Пожар на борту                            | Лайнеру не заменили изношенные шины шасси, из-за чего при наборе скорости они лопнули и трение колёс и элементов тормозной системы о взлётно-посадочную полосу привело к нагреву и возгоранию. Когда створки шасси закрылись — пожар начал распространяться в пространстве вокруг шасси, а затем и в самом салоне. |
| 16 сентября | Ан-74           | МАП СССР        | Ленск            | 13            | 0      | Ошибка экипажа, перегруз                  | Сразу после взлёта ночью в простых метеоусловиях самолёт левой плоскостью крыла задел деревья высотой 20-30 м на склоне сопки высотой 133 м на удалении 3903 м от торца ВПП, столкнулся с землёй, разрушился и сгорел. Взлётная масса самолёта составляла более 42 т (груз рыбы) при максимально допустимой для фактических условий полёта 34,5 т. Экипаж преждевременно начал уборку закрылков, в результате чего самолёт потерял высоту. |
| 7 ноября    | Як-40           | МГА СССР        | Махачкала        | 51            | 0      | Ошибки экипажа и авиадиспетчера, перегруз | Столкнулся с горой Кукуртбаш вблизи Махачкалы на высоте 550 м в 23 км от аэропорта. На борту находилось 13 незарегистрированных пассажиров. Взлётный вес превышал максимальный на 260 кг. |
| 26 ноября   | Ан-24           | Аэрофлот        | Бугульма         | 41            | 0      | Обледенение                               | При заходе на посадку ночью в условиях обледенения экипаж не включил противообледенительную систему крыльев и стабилизатора, в результате чего они покрылись льдом толщиной до 15 мм. Из-за ошибок экипажа самолёт значительно отклонился от глиссады, а при попытке ухода на второй круг самолёт вошёл в срывной режим на малой высоте и под углом 75-80° носом столкнулся с землёй в 802 м после пролёта торца ВПП и в 598 м правее неё. |

### 1992
| Дата       | Воздушное судно | Принадлежность          | Место катастрофы | Погибли       | Выжили | Причина                                  | Описание |
| ---------- | --------------- | ----------------------- | ---------------- | ------------- | ------ | ---------------------------------------- | --- |
| 22 марта   | Ан-30           | Мячковский ОАО          | Якутия           | 10            | 0      | ошибка экипажа, недостатки в конструкции | На 63 минуте полёта на эшелоне 5400 м в условиях видимости естественного горизонта при включенном автопилоте началась прогрессирующая раскачка самолёта по всем трем каналам с возникновением больших углов скольжения и значительных знакопеременных вертикальной и боковой перегрузок. Самолёт перешёл в снижение с разгоном при вертикальной перегрузке 2 g и более. На высоте около 2000 м при перегрузке, превышавшей 4 g, на скорости более 670 км/ч началось разрушение конструкции самолёта, он упал на лёд реки, полностью разрушился и частично сгорел |
| 22 марта   | Fokker F28      | USAir                   | Ла-Гуардия       | 27            | 24     | Обледенение                              | Разбился вскоре после взлёта. |
| 22 июня    | Ан-12           | Красноярскавиа          | Норильск         | 10            | 2      | ошибка экипажа                           | Самолёт отклонился от глиссады, при несвоевременной попытке ухода на второй круг коснулся земли левыми плоскостью крыла и опорой шасси, на скорости 200 км/ч накренился вправо на 45°, потерял подъёмную силу и разрушился в 600 м правее ВПП за ограждением аэропорта. |
| 31 июля    | Airbus A310     | Thai Airways            | Катманду         | 113           | 0      | ошибки экипажа и диспетчеров             | В условиях плохой видимости сделал разворот не на 180 градусов, а на 360 и врезался в гору. |
| 27 августа | Ту-134          | Аэрофлот                | Иваново          | 84            | 0      | Ошибки экипажа и авиадиспетчера          | В результате ошибок экипажа самолёт отклонился от глиссады и столкнулся с землёй в 2450 м от торца ВПП. |
| 4 октября  | Boeing 747      | El Al Israel Airlines   | Амстердам        | 5+39 на земле | 0      | Техническая неисправность                | Вскоре после взлёта лишился двух правых двигателей, что привело к потере гидравлических систем и сильному крену вправо. Крепление двигателя № 3 разломилось; 3-й двигатель отлетел в 4-й, также оторвав его. Самолёт рухнул на жилой комплекс «Груневен» (Амстердам), врезавшись в один из жилых домов. На борту погибли все 5 человек, а также 39 человек, находящихся в этот момент в доме, 26 пострадали. |
| 14 ноября  | Як-40           | Vietnam Airlines        | Нячанг           | 30            | 1      | Ошибка экипажа, сложные метеоусловия     | При подлёте к аэропорту Нячанга в плохую погоду он снизился ниже допустимой высоты и врезался в деревья вдоль хребта горы Окха. Выжившая пассажирка была спасена спустя 8 дней. |
| 24 ноября  | Boeing 737      | China Southern Airlines | Гуйлинь          | 141           | 0      | ошибки экипажа                           | При снижении произошла асимметрия тяги из-за ошибок экипажа. Лайнер перешёл в сваливание, рухнув с большой скоростью на землю. |

### 1993
| Дата       | Воздушное судно | Принадлежность | Место катастрофы | Погибли | Выжили | Причина  | Описание |
| ---------- | --------------- | -------------- | ---------------- | ------- | ------ | -------- | --- |
| 28 августа | Як-40           | Точикистон     | Хорог            | 82      | 4      | Перегруз | Боевики, контролировавшие Хорог и окрестности (в Таджикистане шла гражданская война), угрожая экипажу автоматическим оружием, посадили в самолёт 81 пассажира, хотя компоновка этого Як-40 была рассчитана на перевозку 28 пассажиров. Из превышения максимального взлётного веса на 3000 кг самолёт не смог оторваться от ВПП, выкатился за её пределы на большой скорости, в 148 м от торца ВПП левой опорой шасси ударился о бруствер арыка, а затем столкнулся с валуном высотой 60 см. Ещё через 60 м правой опорой шасси Як-40 ударился об бетонный дот высотой 60 см. Затем самолёт упал в реку Пяндж и разрушился[1]. |

### 1994
| Дата        | Воздушное судно | Принадлежность   | Место катастрофы | Погибли        | Выжили | Причина                                             | Описание |
| ----------- | --------------- | ---------------- | ---------------- | -------------- | ------ | --------------------------------------------------- | --- |
| 3 января    | Ту-154          | Байкал           | Мамоны           | 124+1 на земле | 0      | отказ двигателя                                     | Через 3,5 минуты после взлёта у него загорелся двигатель № 2. Пилоты развернули лайнер обратно на Иркутск, но он потерял управление и рухнул на молочную ферму. |
| 23 марта    | Airbus A310     | Аэрофлот         | Междуреченск     | 75             | 0      | Факт управления ребёнком воздушного судна           | Пилот посадил за штурвал своего 15-летнего сына, который случайно отключил автопилот, что явилось причиной сваливания машины в штопор. |
| 26 апреля   | Airbus A300     | China Airlines   | Нагоя            | 264            | 7      | ошибки экипажа                                      | Разбился при заходе на посадку. |
| 30 июня     | Airbus A330     | Airbus Industrie | Тулуза           | 7              | 0      | Ошибки экипажа                                      | Выполнял тестовый полёт для проверок характеристик самолёта в случае отказа двигателей после взлёта, однако вскоре после взлёта он рухнул на землю в результате ошибок экипажа. |
| 2 июля      | DC-9            | USAir            | Шарлотт          | 37             | 20     | Сдвиг ветра, ошибки экипажа и авиадиспетчера        | При заходе на посадку в условиях близкой грозы после принятия экипажем решения об уходе на второй круг внезапно потерял высоту и в 660 метрах от аэропорта Шарлотт/Дуглас врезался в деревья и разрушился. |
| 26 сентября | Як-40           | Черемшанка       | Ванавара         | 28             | 0      | ошибки экипажа, выработка топлива                   | Причиной крушения стала полная выработка самолётом топлива после трех неудачных заходов на посадку в аэропорту города Тура и уход на запасной аэродром в Ванаваре. Экипаж после остановки двигателей попытался посадить машину на реку, но самолёт столкнулся с берегом и разрушился. Как выяснилось в ходе расследования — экипаж неверно оценил остаток топлива, залитого из экономии в обрез.           |
| 29 октября  | Ан-12           | Аэроника         | Усть-Илимск      | 23             | 0      | Ошибки экипажа и служб УВД, плохие погодные условия | Врезался в гору. |
| 31 октября  | ATR-72          | Simmons Airlines | Розлон           | 68             | 0      | обледенение                                         | При подходе к аэропорту назначения в фазе снижения до предписанной высоты в 2438,4 метров ATR-72-212 (регистрационный номер N401AM) перевернулся через крыло, стал быстро терять высоту и разбился. Причинами катастрофы определены неподходящая конструкция резиновых антиобледенительных щёток и отсутствие в полётной инструкции адекватной информации о влиянии обледенения на управляемость самолёта. |

### 1995
| Дата       | Воздушное судно | Принадлежность            | Место катастрофы                                                   | Погибли | Выжили | Причина                                    | Описание |
| ---------- | --------------- | ------------------------- | ------------------------------------------------------------------ | ------- | ------ | ------------------------------------------ | --- |
| 5 декабря  | Ту-134          | Азербайджанские авиалинии | близ Нахичевани, Нахичеванская Автономная Республика (Азербайджан) | 52      | 30     | Отказ двигателя, ошибка экипажа            | Катастрофа Ту-134 в Нахичевани — крупная авиационная катастрофа, произошедшая во вторник 5 декабря 1995 года. Авиалайнер Ту-134Б-3 компании АЗАЛ (Азербайджанские авиалинии)выполнял регулярный пассажирский рейс A-56 по маршруту Нахичевань—Баку, когда вскоре после вылета у него отказал один из двигателей. Запутавшись в возникшей ситуации, экипаж ошибочно отключил второй, исправный двигатель. Тогда командир принял решение осуществить аварийную посадку на поле, но при попытке отвернуть от жилых районов, ввёл самолёт в слишком крутой крен с быстрой потерей высоты. Авиалайнер совершил вынужденную посадку на поле и врезался в бетонное основание линии электропередачи, в результате чего полностью разрушился. |
| 7 декабря  | Ту-154          | Хабаровские авиалинии     | гора Бо-Джауса                                                     | 98      | 0      | Ошибки экипажа, ошибки при техобслуживании | Через 25 минут после вылета из Южно-Сахалинска свалился с эшелона и врезался в гору Бо-Джауса. Причиной послужила асимметричная выработка топлива и ошибки экипажа. |
| 20 декабря | Boeing 757      | American Airlines         | Валье-дель-Каука                                                   | 159     | 4      | Ошибки экипажа, сбой навигационной системы | При заходе на посадку врезался в гору Эль-Делювио. |

### 1996
| Дата       | Воздушное судно | Принадлежность             | Место катастрофы    | Погибли        | Выжили         | Причина                                 | |
| ---------- | --------------- | -------------------------- | ------------------- | -------------- | -------------- | --------------------------------------- | --- |
| 8 января   | Ан-32           | Московские воздушные линии | Киншаса             | 1+297 на земле | 5+253 на земле | Перегруз самолёта, ошибки экипажа       | При разбеге выкатился за пределы ВПП на городской рынок, примыкающий к аэродрому. |
| 6 февраля  | Boeing 757      | Birgenair                  | Атлантический океан | 189            | 0              | Блокировка трубки Пито, ошибки экипажа  | Разбился через 5 минут после взлёта. |
| 3 апреля   | Boeing 737      | ВВС США                    | Дубровник           | 35             | 0              | Плохие погодные условия, ошибки экипажа | Самолёт, летевший с государственными чиновниками и руководителями компаний из США с торговой миссией в Боснию и Хорватию, столкнулся с горой в 3 километрах от ВВП Дубровника. Среди жертв — министр торговли США Рон Браун.                                                                     |
| 11 мая     | DC-9            | ValuJet                    | Эверглейдс          | 110            | 0              | Ошибки при эксплуатации                 | В грузовом отсеке загорелись химические кислородные генераторы, перевозившиеся с грубейшими нарушениями правил перевозки опасных грузов. Пожар распространился в пассажирском салоне. Самолёт потерял управление и упал в болото.                                                                |
| 17 июля    | Boeing 747      | TWA                        | Нью-Йорк            | 230            | 0              | Техническая неисправность               | В лайнере взрывной силой воспламенились пары топлива в центропланном баке вследствие короткого замыкания в измерителе топлива. Самолёт развалился, набирая высоту над Лонг-Айлендом, (США) и рухнул в море.                                                                                      |
| 29 августа | Ту-154М         | Внуковские авиалинии       | Шпицберген          | 141            | 0              | Ошибки экипажа                          | При заходе на посадку столкнулся с горой Опера на расстоянии 3,7 км от ВПП аэропорта. |
| 26 октября | Як-40           | Тюменьавиатранс            | Ханты-Мансийск      | 5              | 32             | Сложные метеоусловия, ошибки экипажа    | При сильном снегопаде экипаж перепутал огни ВПП с вертолётной площадкой, совершил на неё посадку и столкнулся с тремя Ми-8. |
| 7 ноября   | Boeing 727      | ADC Airlines               | Имота               | 144            | 0              | Ошибки диспетчера                       | Причиной послужили ошибки диспетчера, которые привели несколько самолётов (в том числе и 727) к угрозе столкновения. Система TCAS выдала борту предупреждение об угрозе столкновения, после чего лайнер сделал крутой поворот, перейдя в сваливание и в итоге рухнул в пруд на большой скорости. |
| 12 ноября  | Boeing 747      | Saudi Arabian Airlines     | Чархи-Дадри         | 312            | 0              | Столкновение в воздухе                  | Boeing 747 компании Saudi Arabian Airlines столкнулся с Ил-76 компании Эйр Казахстан из-за ошибочных действий казахского экипажа в расхождении лайнеров. |
| 12 ноября  | Ил-76           | Kazakhstan Airlines        | Чархи-Дадри         | 37             | 0              | Столкновение в воздухе                  | Boeing 747 компании Saudi Arabian Airlines столкнулся с Ил-76 компании Эйр Казахстан из-за ошибочных действий казахского экипажа в расхождении лайнеров. |
| 23 ноября  | Boeing 767      | Ethiopian Airlines         | Коморские Острова   | 125            | 50             | Угон                                    | Угон был совершён тремя эфиопами, искавшими политическое убежище. Самолёт совершил аварийную посадку в Индийском океане у Коморских Островов после исчерпания топлива. |

### 1997
| Дата        | Воздушное судно | Принадлежность                          | Место катастрофы | Погибли        | Выжили | Причина                                            | |
| ----------- | --------------- | --------------------------------------- | ---------------- | -------------- | ------ | -------------------------------------------------- | --- |
| 18 марта    | Ан-24           | Ставропольская акционерная авиакомпания | Черкесск         | 50             | 0      | Сильная коррозия фюзеляжа                          | Из-за разрушения в полёте хвостовой части фюзеляжа самолёт упал в районе города Черкесск. |
| 5 августа   | Boeing 747      | Korean Air                              | Гуам             | 228            | 26     | Ошибки экипажа, сложные погодные условия           | На подходе к аэропорту врезался в холм. |
| 26 сентября | Airbus A300     | Garuda Indonesia                        | Медан            | 234            | 0      | ошибки экипажа и авиадиспетчеров                   | Причиной послужили массовые ошибки экипажа и авиадиспетчеров, вследствие чего самолёт повернул не в ту сторону, продолжая снижаться. |
| 6 декабря   | Ан-124 «Руслан» | ВВС России                              | Иркутск          | 23+49 на земле | 0      | Помпаж двигателей из-за ошибки при техобслуживании | При взлёте упал на жилой дом. |
| 15 декабря  | Ту-154          | Точикистон                              | Шарджа           | 85             | 1      | Ошибка экипажа                                     | При заходе на посадку самолёт опустился ниже необходимой высоты, потерял скорость и упал в пустынной местности. |
| 19 декабря  | Boeing 737      | SilkAir                                 | Палембанг        | 104            | 0      | Не установлено                                     | Через 35 минут после взлёта, находясь на крейсерской высоте (10 650 метров), по неустановленным причинам опрокинулся, перешёл в практически вертикальное пикирование и рухнул в реку Муси. Одна из ключевых версий причин катастрофы — самоубийство пилота. |

### 1998
| Дата       | Воздушное судно       | Принадлежность   | Место катастрофы    | Погибли | Выжили | Причина                | |
| ---------- | --------------------- | ---------------- | ------------------- | ------- | ------ | ---------------------- | --- |
| 30 июля    | Beechcraft 1900D      | Proteus Airlines | Бискайский залив    | 14      | 0      | Столкновение в воздухе | Столкнулись из-за невнимательности обоих пилотов во время традиционного облёта вокруг трансатлантического лайнера «SS Norway».                   |
| 30 июля    | Cessna 177RG Cardinal | частное лицо     | Бискайский залив    | 1       | 0      | Столкновение в воздухе | Столкнулись из-за невнимательности обоих пилотов во время традиционного облёта вокруг трансатлантического лайнера «SS Norway».                   |
| 2 сентября | MD-11                 | Swissair         | Атлантический океан | 229     | 0      | Пожар на борту         | На борту начался пожар из-за неисправной электропроводки. В результате пожара из строя вышли все системы управления самолётом и он упал в океан. |

## 2000—2009

### 2005
| Дата       | Воздушное судно | Принадлежность            | Место катастрофы              | Погибли | Выжили | Причина                 | Описание |
| ---------- | --------------- | ------------------------- | ----------------------------- | ------- | ------ | ----------------------- | --- |
| 23 декабря | АН-140-100      | Азербайджанские авиалинии | Азербайджан, посёлок Нардаран | 23      | 0      | отказ правого двигателя | Самолет Ан-140-100, принадлежащий «Азербайджанским авиалиниям», разбился в 22:19 в 22:19 в аэропорту Гейдар Алиев, в 18 километрах от международного аэропорта, вблизи населенного пункта Нардаран.[2] Позже выяснилось, что у самолета вышел из строя правый двигатель. |

## 2010—2019

### 2011
| Дата        | Воздушное судно                    | Принадлежность                       | Место катастрофы | Погибли       | Выжили | Причина                                 | Описание |
| ----------- | ---------------------------------- | ------------------------------------ | ---------------- | ------------- | ------ | --------------------------------------- | --- |
| 1 января    | Ту-154                             | Когалымавиа                          | Сургут           | 3             | 121    | Пожар, техническая неисправность        | Перед началом движения самолёта по магистральной рулежной дорожке к ВПП загорелся один из двигателей. Произошёл взрыв топливных баков с разливом горючего на площади 1000 м², самолёт сгорел полностью. |
| 9 января    | Boeing-727                         | Iran Air                             | Урмия            | 77            | 28     | Обледенение, отказ двигателей           | Разбился при заходе на посадку. |
| 4 февраля   | Raytheon Hawker 850XP              | Sky Lounge Services                  | Сулеймания       | 7             | 0      | Обледенение                             | Разбился при взлёте |
| 10 февраля  | Fairchild SA 227-BC Metro III      | Manx2                                | Корк             | 6             | 6      | плохие погодные условия, ошибки экипажа | Разбился при заходе на посадку в плохую погоду. |
| 14 февраля  | Let 410                            | Central American Airways             | Эль-Эспино       | 12            | 0      | плохие погодные условия, ошибки экипажа | Разбился при заходе на посадку. |
| 5 марта     | Ан-148                             | ВАСО                                 | Гарбузово        | 6             | 0      | Ошибки экипажа                          | Разбился из-за превышения скорости, вызванной «отсутствием должной координации действий между членами экипажа».                                                                                         |
| 21 марта    | Ан-12                              | Trans Air Congo                      | Пуэнт-Нуар       | 9+14 на земле | 0      | Ошибки экипажа                          | Разбился при заходе на посадку. |
| 4 апреля    | CRJ-100                            | Georgian Airways (использовался ООН) | Киншаса          | 32            | 1      | плохие погодные условия, ошибки экипажа | При посадке попал в сильный микропорыв и разбился. |
| 19 мая      | Saab 340                           | Sol Líneas Aéreas                    | Рио-Негро        | 19            | 0      | Обледенение                             | Упал с эшелона из-за обледенения. |
| 20 июня     | Ту-134                             | РусЭйр                               | Петрозаводск     | 47            | 5      | Ошибки экипажа                          | Самолёт в сложных метеоусловиях столкнулся с землёй в 700 метрах до торца ВПП, в 200 метрах правее оси ВПП.                                                                                             |
| 5 июля      | Ил-76                              | Silk Way Airlines                    | Парван           | 9             | 0      | Ошибки экипажа                          | Врезался в гору при заходе на посадку. |
| 8 июля      | Boeing 727                         | Hewa Bora                            | Кисангани        | 74            | 44     | Сложны метеоусловия                     | Разбился при заходе на посадку. |
| 11 июля     | Ан-24                              | Ангара                               | Томская область  | 7             | 30     | Отказ двигателя                         | Совершил вынужденную посадку на Обь после пожара в двигателе. |
| 13 июля     | Let L-410                          | Noar Linhas Aéreas                   | Ресифи           | 16            | 0      | Отказ двигателя                         | Разбился при взлёте из-за отказа двигателя. |
| 9 августа   | Ан-12                              | Авис-Амур                            | Омсукчан         | 11            | 0      | Пожар двигателя                         | В одном из двигателей возникла утечка авиатоплива и в двигателе начался пожар, который затем перекинулся на крыло. Самолёт потерял управление и рухнул на склон горы.                                   |
| 20 августа  | Boeing 737                         | First Air                            | Резольют         | 12            | 3      | Плохие погодные условия, ошибки экипажа | При заходе на посадку в условиях тумана врезался в гору. |
| 7 сентября  | Як-42                              | Як Сервис                            | Ярославль        | 44            | 1      | Ошибки экипажа                          | Во время разбега выкатился за пределы ВПП, задел крылом радиомаяк и упал в реку. В самолёте летел основной состав хоккейной команды «Локомотив» (Ярославль).                                            |
| 25 сентября | Beechcraft 1900                    | Buddha Air                           | Катманду         | 19            | 0      | Сложные метеоусловия                    | Врезался в холм при заходе на посадку. |
| 29 сентября | CASA C-212                         | Nusantara Buana Air                  | Суматра          | 18            | 0      | Плохие погодные условия, ошибки экипажа | Врезался в гору. |
| 13 октября  | De Havilland Canada DHC-8-102 Q100 | Airlines PNG                         | Маданг           | 28            | 4      | Отказ двигателей, ошибки экипажа        | Разбился при заходе на вынужденную посадку. |

### 2012
| Дата        | Воздушное судно         | Принадлежность                                   | Место катастрофы | Погибли        | Выжили       | Причина                                              | Описание |
| ----------- | ----------------------- | ------------------------------------------------ | ---------------- | -------------- | ------------ | ---------------------------------------------------- | --- |
| 12 февраля  | Gulfstream G-IV         | Katanga Express                                  | Букаву           | 4+2 на земле   | 8            | н.д.                                                 | Самолёт перевозил правительственную делегацию. Погибли 4 человека на борту (в том числе советник Президента ДРК Аугустин Катумба Мванке) и 2 на земле, пострадали Министр финансов, губернатор Южного Киву и 6 других пассажиров. Борт выкатился за пределы ВПП и врезался в ферму. |
| 2 апреля    | ATR-72                  | ЮТэйр                                            | Тюмень           | 33             | 10           | Обледенение                                          | Разбился вскоре после взлёта из-за обледенения. |
| 20 апреля   | Boeing 737              | Bhoja Air                                        | Исламабад        | 127            | 0            | Сложные погодные метеоусловия, дезориентация экипажа | Разбился при заходе на посадку. |
| 9 мая       | Sukhoi Superjet 100     | Гражданские самолёты Сухого                      | гора Салак       | 45             | 0            | Ошибки экипажа и авиадиспетчера                      | Врезался в гору во время демонстрационного полёта. |
| 14 мая      | Dornier 228             | Agni Air                                         | Джомсом          | 15             | 6            | Устанавливается                                      | Разбился при заходе на посадку. |
| 3 июня      | McDonnell Douglas MD-83 | Dana Air                                         | Лагос            | 153+6 на земле | 0            | Отказ двигателей, ошибки экипажа                     | При заходе на посадку рухнул на жилой район. |
| 10 июня     | Let L-410               | Украинская школа пилотов                         | Бородянка        | 5              | 17           | Сложные метеоусловия                                 | Из-за плохих погодных условий совершил жёсткую аварийную посадку |
| 19 августа  | Ан-26                   | Alfa Airlines                                    | Талоди           | 32             | 0            | Сложные метеоусловия                                 | При заходе на посадку в условиях пылевой бури врезался в гору. |
| 12 сентября | Ан-28                   | Петропавловск-Камчатское авиационное предприятие | Палана           | 10             | 4            | Ошибки экипажа                                       | При заходе на посадку в пункте назначения врезался в сопку. Причиной катастрофы стало нарушение экипажем установленной схемы захода на посадку в аэропорту Палана. Также в крови обоих пилотов был обнаружен алкоголь.                                                              |
| 29 декабря  | Ту-204                  | Red Wings                                        | Внуково          | 5              | 3+1 на земле | Ошибка экипажа                                       | Выкатился за пределы ВПП на Киевским шоссе. |

### 2013
| Дата       | Воздушное судно    | Принадлежность     | Место катастрофы | Погибли | Выжили | Причина                                  | Описание |
| ---------- | ------------------ | ------------------ | ---------------- | ------- | ------ | ---------------------------------------- | --- |
| 29 января  | Bombardier CRJ-200 | SCAT               | Алматы           | 21      | 0      | Ошибка экипажа, сложные метеоусловия     | при заходе на посадку в аэропорту Алма-Аты в сложных метеоусловиях столкнулся с поверхностью земли в 1,5 км до торца взлётно-посадочной полосы (в 5 км от центра аэродрома). Фактическая видимость на ВПП составляла 200 м, что выше метеоминимума аэродрома (75 м), но хуже метеоминимума командира воздушного судна (300 м)[1][2]. |
| 13 февраля | Ан-24              | Южные авиалинии    | Донецк           | 5       | 47     | Ошибка экипажа, сложные метеоусловия     | При попытке совершить посадку в Международном аэропорту Донецка в тумане промахнулся мимо взлётно-посадочной полосы и раскололся пополам. |
| 6 мая      | Ми-8               | Ангара             | Преображенка     | 9       | 0      | Случайная детонация взрывчатых веществ   | Выполнял работы по ликвидации ледяных заторов на водных магистралях. Взорвался в воздухе из-за неосторожного обращения со взрывчаткой. |
| 2 июля     | Ми-8               | Полярные авиалинии | Депутатский      | 24      | 4      | Несоблюдение правил визуальных полётов   | В дождь и туман зацепил склон сопки и разбился. |
| 6 июля     | Boeing 777         | Asiana Airlines    | Сан-Франциско    | 3       | 304    | Ошибки экипажа                           | При посадке врезался в насыпь перед торцом ВПП и частично разрушился |
| 16 октября | ATR-72             | Lao Airlines       | Паксе            | 49      | 0      | Ошибки экипажа, сложные погодные условия | Разбился при заходе на посадку. |
| 17 ноября  | Boeing 737         | Татарстан          | Казань           | 50      | 0      | Ошибки экипажа                           | Разбился при заходе на посадку. |

### 2014
| Дата       | Воздушное судно                      | Принадлежность                          | Место катастрофы | Погибли | Выжили        | Причина                                  | Описание |
| ---------- | ------------------------------------ | --------------------------------------- | ---------------- | ------- | ------------- | ---------------------------------------- | --- |
| 16 февраля | de Havilland Canada DHC-6 Twin Otter | Nepal Airlines                          | Аргхакханчи      | 18      | 0             | Ошибки экипажа, сложные погодные условия | Врезался в холм в плохую погоду. |
| 8 марта    | Boeing 777                           | Malaysia Airlines                       | Индийский океан  | 239     | 0             | Не установлено                           | Исчез с радаров при невыясненных обстоятельствах. |
| 20 апреля  | Comp Air 8                           | Suomen Urheiluilmailijat ry             | Йямиярви         | 8       | 3             | Техническая неисправность                | На высоте около 4 км из-за потери управляемости вошёл в перевёрнутый штопор, упал боком на землю и сгорел. |
| 17 мая     | Ан-74                                | Правительство Лаоса                     | Пхонсаван        | 16      | 1             | Ошибка экипажа                           | При посадке задел деревья и разбился. Среди погибших — вице-премьер и министр обороны Лаоса генерал-лейтенант Дуангчай Пхичит, его супруга, министр общественной безопасности Тхонгбан Сенгапхон, мэр Вьентьяна Сукан Махалат, член секретариата ЦК Народно-революционной партии Лаоса и руководитель отдела пропаганды и воспитания ЦК партии Чыанг Сомбункхан. |
| 31 мая     | Ми-8                                 | СПАРК авиа                              | Мунозеро         | 16      | 2             | Ошибки экипажа, сложные погодные условия | Упал в озеро при полёте на малой высоте |
| 17 июля    | Boeing 777                           | Malaysia Airlines                       | Торез            | 298     | 0             | Поражение ракетой                        | Сбит. |
| 23 июля    | ATR-72                               | TransAsia Airways                       | Магун            | 48      | 10+5 на земле | Ошибки экипажа, сложные погодные условия | Рухнул на дома во время захода на посадку в тайфун. |
| 24 июля    | MD-83                                | Air Algérie                             | Томбукту         | 116     | 0             | Атмосферное обледенение, ошибки экипажа  | Упал с эшелона из-за обледенения и неверных действия экипажа. |
| 10 августа | IrAn-140                             | Sepahan Airlines                        | Мехрабад         | 39      | 9             | отказ двигателя, перегруз                | Разбился при взлёте. |
| 13 августа | Cessna 560XL Citation Excel          | Af Andrade Enterprises and Holdings Ltd | Сантус           | 7       | 0             | Ошибки экипажа, сложные погодные условия | Разбился из-за потери пространственной ориентации экипажем в плохую погоду. На земле пострадали 11 человек. |
| 30 августа | Ан-12                                | Ukraine Air Alliance                    | Таманрассет      | 7       | 0             | н.д.                                     | Разбился вскоре после взлёта. |
| 21 октября | Dassault Falcon 50 EX                | Unijet                                  | Внуково          | 4       | 0+1 на земле  | Ошибки экипажа и служб УВД               | Во время взлёта столкнулся со снегоуборочным автомобилем, после чего разрушился и загорелся. На борту самолёта был глава французской нефтяной компании Total Кристоф де Маржери. |
| 28 декабря | Airbus A320                          | Indonesia AirAsia                       | Яванское море    | 162     | 0             | Ошибки экипажа                           | Самолёт упал в море из-за критических ошибок экипажа, в частности капитана и последующих трудностей с автоматикой и управлением при попытке обхождения грозы. |

### 2015
| Дата       | Воздушное судно                | Принадлежность                     | Место катастрофы                              | Погибли | Выжили        | Причина                                              | Описание |
| ---------- | ------------------------------ | ---------------------------------- | --------------------------------------------- | ------- | ------------- | ---------------------------------------------------- | --- |
| 20 января  | Ан-2                           | Olimp Air                          | Михайловка (рудник «Шатыркуль»), Шуский район | 6       | 1             | Ошибки экипажа, сложные погодные условия             | Разбился при заходе на посадку в плохую погоду. |
| 4 февраля  | ATR 72                         | TransAsia                          | Тайбэй                                        | 43      | 15+2 на земле | Ошибки экипажа, отказ двигателя                      | Разбился вскоре после взлёта из-за неверных действий экипажа при отказе двигателя. |
| 9 марта    | Aérospatiale AS350B-2 Écureuil | Правительство Ла-Риоха             | Вилья-Кастелли                                | 5       | 0             | Столкновение в воздухе                               | Столкнулись в воздухе. Среди жертв — три французских спортсмена (олимпийская чемпионка Камиль Мюффа, призёр Олимпийских игр Алексис Вастин и Флоранс Арто), которые участвовали в съёмках популярного реалити-шоу Dropped для французского телевидения. |
| 9 марта    | Aérospatiale AS350B-3 Écureuil | Правительство Сантьяго-дель-Эстеро | Вилья-Кастелли                                | 5       | 0             | Столкновение в воздухе                               | Столкнулись в воздухе. Среди жертв — три французских спортсмена (олимпийская чемпионка Камиль Мюффа, призёр Олимпийских игр Алексис Вастин и Флоранс Арто), которые участвовали в съёмках популярного реалити-шоу Dropped для французского телевидения. |
| 24 марта   | Airbus A320                    | Germanwings                        | Альпы Верхнего Прованса                       | 150     | 0             | Самоубийство пилота                                  | Второй пилот Андреас Любиц намеренно направил самолёт в гору. |
| 16 августа | ATR-42                         | Trigana Air Service                | Оксибил                                       | 54      | 0             | Сбой в работе навигационных приборов, ошибки экипажа | Врезался в гору. |
| 20 августа | L-410                          | Dubnica Air                        | Тренчинский край                              | 3       | 16            | Столкновение в воздухе                               | Столкнулись в воздухе. Пилот одного из самолётов отвлекся на телефон. На борту находились парашютисты. |
| 20 августа | L-410                          | Dubnica Air                        | Тренчинский край                              | 4       | 15            | Столкновение в воздухе                               | Столкнулись в воздухе. Пилот одного из самолётов отвлекся на телефон. На борту находились парашютисты. |
| 31 октября | Airbus A321                    | Metrojet                           | Синайский полуостров                          | 224     | 0             | Теракт                                               | Разбился после взрыва бомбы на борту. |

### 2016
| Дата       | Воздушное судно  | Принадлежность                   | Место катастрофы | Погибли | Выжили | Причина                                                                    | Описание |
| ---------- | ---------------- | -------------------------------- | ---------------- | ------- | ------ | -------------------------------------------------------------------------- | --- |
| 24 февраля | DHC-6 Twin Otter | Tara Air                         | Мьягди           | 23      | 0      | Ошибки экипажа, сложные погодные условия                                   | Врезался в гору из потери пространственной ориентации пилота. |
| 19 марта   | Boeing 737       | FlyDubai                         | Ростов-на-Дону   | 62      | 0      | Ошибки экипажа                                                             | Разбился при заходе на посадку. |
| 29 апреля  | Eurocopter EC225 | CHC Helikopter Service (Statoil) | Берген           | 13      | 0      | Техническая неисправность                                                  | Разбился из-за отрыва несущего винта. |
| 19 мая     | Airbus A320      | Egypt Air                        | Средиземное море | 66      | 0      | Пожар на борту                                                             | Упал в море из-за пожара на борту. Точные причины пожара не установлены. |
| 22 октября | Ми-8             | СКОЛ                             | Пуровский район  | 19      | 3      | Дезориентация экипажа                                                      | Разбился ночью при заходе на посадку из-за потери пространственной ориентации экипажем. |
| 29 ноября  | Avro RJ85        | LaMia                            | Ла-Унион         | 71      | 6      | Недостаточный запас авиатоплива, отказ электрооборудования, ошибки экипажа | Самолёт перевозил бразильскую футбольную команду «Шапекоэнсе», а также часть персонала клуба и журналистов. |
| 7 декабря  | ATR 42           | Pakistan International Airlines  | Хавелиан         | 47      | 0      | Ошибки при техобслуживании                                                 | Причиной катастрофы стал перелом лопатки турбины турбовинтового двигателя номер один (слева) в результате неправильного обслуживания. Это привело к отказу двигателя. Экипаж не смог справиться с ситуацией и самолёт разбился. |
| 25 декабря | Ту-154           | ВВС России                       | Сочи             | 92      | 0      | Не установлено                                                             | Разбился вскоре после взлёта. Среди погибших были артисты военного Ансамбля Александрова и Елизавета Глинка, которые направлялись в Сирию.                                                                                      |

### 2017
| Дата       | Воздушное судно  | Принадлежность                        | Место катастрофы | Погибли       | Выжили | Причина                                          | Описание |
| ---------- | ---------------- | ------------------------------------- | ---------------- | ------------- | ------ | ------------------------------------------------ | --- |
| 16 января  | Boeing 747       | Turkish Airlines                      | Манас            | 4+35 на земле | 0      | Ошибки экипажа                                   | При заходе на посадку упал на дома. |
| 7 июня     | Shaanxi Y-8F-200 | ВВС Мьянмы                            | Андаманское море | 122           | 0      | Обледенение                                      | Более половины погибших были гражданскими лицами — членами семей военнослужащих. Упал с эшелона из-за обледенения от восходящего потока. |
| 15 ноября  | Let L-410        | Хабаровские авиалинии                 | Нелькан          | 6             | 1      | Самопроизвольное включение реверса двигателя № 2 | Разбился при заходе на посадку. |
| 19 декабря | ТВС-2МС          | Нарьян-Марский объединённый авиаотряд | Нарьян-Мар       | 4             | 9      | Расследование продолжается                       | Разбился сразу после взлёта[10]. |

### 2018
| Дата       | Воздушное судно                     | Принадлежность        | Место катастрофы | Погибли | Выжили | Причина                                            | Описание |
| ---------- | ----------------------------------- | --------------------- | ---------------- | ------- | ------ | -------------------------------------------------- | --- |
| 11 февраля | Ан-148                              | Саратовские авиалинии | Раменский район  | 71      | 0      | Ошибки экипажа, обледенение приборов               | Разбился вскоре после взлёта. |
| 18 февраля | ATR 72                              | Iran Aseman Airlines  | Семиром          | 66      | 0      | Ошибки экипажа, сложные погодные условия           | Врезался в гору при посадке в плохую погоду. |
| 11 марта   | Canadair CL-600-2B16 Challenger 604 | MC Aviation           | Загрос           | 11      | 0      | Техническая неисправность, ошибки экипажа          | Незадолго до достижения крейсерского эшелона стало заметно несоответствие между показаниями воздушной скорости у обоих пилотов. Тяга двигателей была уменьшена, и вскоре после этого активировался вибросигнализатор. Впоследствии самолёт ушёл в сваливание и начал интенсивное снижение, а оба двигателя загорелись. Управление самолётом не было восстановлено, и он рухнул на склон горы. |
| 12 марта   | Bombardier Dash 8 Q400              | US-Bangla Airlines    | Катманду         | 51      | 20     | Ошибки экипажа                                     | Самолёт чуть не задел диспетчерскую вышку и пассажирский терминал аэропорта, криво сел на полосу, врезался в забор аэропорта, разрушился и загорелся. |
| 11 апреля  | Ил-76                               | ВВС Алжира            | Блида            | 257     | 0      | Расследование продолжается                         | Разбился вскоре после взлёта. |
| 18 мая     | Boeing 737                          | Cubana de Aviación    | Гавана           | 112     | 1      | Ошибки экипажа, нарушение центровки                | Разбился через 40 секунд после взлёта. |
| 29 октября | Boeing 737 MAX                      | Lion Air              | Яванское море    | 189     | 0      | Ошибочные данные системы предупреждения сваливания | Причиной трагедии стал сбой в автоматике, который самостоятельно опустил нос лайнера, после приведя его в сваливание |

### 2019
| Дата       | Воздушное судно      | Принадлежность     | Место катастрофы                  | Погибли       | Выжили | Причина                                                         | Описание |
| ---------- | -------------------- | ------------------ | --------------------------------- | ------------- | ------ | --------------------------------------------------------------- | --- |
| 10 марта   | Boeing 737 MAX       | Ethiopian Airlines | Аддис-Абеба                       | 157           | 0      | Ошибочные данные системы улучшения характеристик маневрирования | Причиной трагедии стал сбой в автоматике, который самостоятельно опустил нос лайнера, после приведя его в сваливание, аналогично катастрофе Boeing 737 возле Джакарты в 2018 году. |
| 14 апреля  | Let-410              | Summit Air         | Аэропорт имени Тенцинга и Хиллари | 1+2 на земле  | 2      | Ошибки экипажа                                                  | При взлёте врезался в вертолёт компании Manang Air и съехал с взлётной полосы. |
| 5 мая      | Sukhoi Superjet 100  | Аэрофлот           | Шереметьево                       | 41            | 37     | Ошибки экипажа                                                  | Совершил жесткую посадку и загорелся. |
| 14 июля    | Gippsland GA8 Airvan | Skydive Umeå       | Стурсандшер                       | 9             | 0      | Разрушение в воздухе, перегруз                                  | Разбился после повреждения крыла. |
| 24 ноября  | Dornier Do 228       | Busy Bee Congо     | Гома                              | 20+6 на земле | 1      | Отказ двигателя                                                 | После взлёта загорелся двигатель, после чего самолёт вошёл в штопор и столкнулся с домами.                                                                                         |
| 27 декабря | Fokker 100           | Bek Air            | Алма-Ата                          | 15            | 78     | Обледенение                                                     | При взлёте выкатился с ВПП и столкнулся с незаконной жилой постройкой близ аэропорта.                                                                                              |

## 2020—2025

### 2020
| Дата      | Воздушное судно          | Принадлежность                  | Место катастрофы | Погибли       | Выжили       | Причина                                 | Описание                                                                               |
| --------- | ------------------------ | ------------------------------- | ---------------- | ------------- | ------------ | --------------------------------------- | -------------------------------------------------------------------------------------- |
| 8 января  | Boeing 737               | Международные авиалинии Украины | Тегеран          | 176           | 0            | Поражение ракетой                       | Разбился через три минуты после взлёта, из-за попадания в борт ракеты, выпущенной ПВО. |
| 26 января | Sikorsky S-76B           | Island Express Holdings Inc.    | Калабасас        | 9             | 0            | Дезориентация пилота                    | Врезался в холм. На борту находились баскетболист Коби Брайант и его 13-летняя дочь.   |
| 5 февраля | Boeing 737               | Pegasus Airlines                | Стамбул          | 3             | 180          | Сложные метеоусловия                    | Выкатился за пределы ВПП и развалился на 3 части.                                      |
| 29 марта  | IAI 1124A Westwind II    | Lionair Inc                     | Манила           | 8             | 0            | Ошибки экипажа                          | После прерванного взлёта выкатился за пределы ВПП и врезался в стену.                  |
| 4 мая     | Embraer EMB 120 Brasilia | African Express Airways         | Берделе          | 6             | 0            | Поражение ракетой                       | Доставлял гуманитарную помощь. Сбит «по ошибке» ВС Эфиопии при заходе на посадку.      |
| 22 мая    | Airbus A320              | Pakistan International Airlines | Карачи           | 97+1 на земле | 2+7 на земле | Ошибки экипажа и авиадиспетчера         | Разбился при заходе на посадку.                                                        |
| 7 августа | Boeing 737               | Air-India Express               | Кожикоде         | 21            | 169          | Ошибки экипажа, плохие погодные условия | При посадке в плохую погоду выкатился за пределы ВПП и упал в ущелье.                  |

### 2021
| Дата        | Воздушное судно         | Принадлежность                         | Место катастрофы  | Погибли | Выжили | Причина                                   | Описание |
| ----------- | ----------------------- | -------------------------------------- | ----------------- | ------- | ------ | ----------------------------------------- | --- |
| 9 января    | Boeing 737              | Sriwijaya Air                          | Джакарта          | 62      | 0      | Техническая неисправность, ошибки экипажа | Упал после взлёта из-за разбалансировки тяги двигателей.                                                         |
| 24 января   | Beechcraft 95-B55 Baron | Construtora Meirelles Mascarenhas Ltda | Порту-Насиунал    | 6       | 0      | н.д.                                      | Разбился сразу после взлёта. На борту находились игроки футбольного клуба «Пальмас» и его президент Лукас Мейру. |
| 2 марта     | Let-410                 | South Sudan Supreme Airlines           | Пиери             | 10      | 0      | Отказ двигателя                           | Разбился вскоре после взлёта.                                                                                    |
| 19 июня     | Let-410                 | ДОСААФ                                 | Журавлево,        | 5       | 14     | Отказ двигателя                           | Разбился вскоре после взлёта.                                                                                    |
| 6 июля      | Ан-26                   | Камчатское авиационное предприятие     | Палана            | 28      | 0      | Ошибка экипажа                            | Врезался в гору.                                                                                                 |
| 12 сентября | Let-410                 | ООО «Аэросервис»                       | Иркутская область | 4       | 12     | Расследование продолжается                | Совершил жёсткую посадку.                                                                                        |
| 3 октября   | Pilatus PC-12           | Aviroms Rent A Car                     | Милан             | 8       | 0      | Расследование продолжается                | Разбился вскоре после взлёта. Упал на стройку.                                                                   |
| 10 октября  | Let-410                 | ДОСААФ                                 | Мензелинск        | 17      | 5      | Отказ двигателя                           | Разбился вскоре после взлёта.                                                                                    |
| 3 ноября    | Ан-12                   | Гродно                                 | Иркутская область | 9       | 0      | Расследование продолжается                | Разбился при заходе на посадку.                                                                                  |

### 2022
| Дата       | Воздушное судно           | Принадлежность         | Место катастрофы | Погибли | Выжили | Причина                                                       | Описание |
| ---------- | ------------------------- | ---------------------- | ---------------- | ------- | ------ | ------------------------------------------------------------- | --- |
| 26 февраля | Cessna 208                | AB Aviation            | Индийский океан  | 14      | 0      | Расследование продолжается                                    | Упал в океан. |
| 21 марта   | Boeing 737                | China Eastern Airlines | Тэнсянь          | 132     | 0      | Расследование продолжается                                    | Упал с эшелона. Среди ключевых версий — самоубийство пилота. |
| 29 мая     | DHC-6                     | Tara Air               | Мустанг          | 22      | 0      | Сложные метеоусловия, ошибки экипажа                          | Врезался в гору из-за потери пространственной ориентации экипажем. |
| 4 сентября | Cessna 551 Citation II/SP | Quick Air              | Балтийское море  | 4       | 0      | Расследование продолжается (предположительно разгерметизация) | Вскоре после взлёта с самолётом пропала связь. На борту находился бизнесмен Карл-Петер Гриземанн. Самолёт разбился через несколько часов после потери связи. предположительно, причиной катастрофы стала разгерметизация. |
| 6 ноября   | ATR 42-500                | Precision Air          | озеро Виктория   | 19      | 24     | Сложные метеоусловия, ошибки экипажа                          | Разбился при заходе на посадку в сложных метеоусловиях. |

### 2023
| Дата        | Воздушное судно             | Принадлежность                | Место катастрофы | Погибли | Выжили | Причина                    | Описание                                                                                  |
| ----------- | --------------------------- | ----------------------------- | ---------------- | ------- | ------ | -------------------------- | ----------------------------------------------------------------------------------------- |
| 2 января    | Eurocopter EC130            | Sea World Helicopters Pty Ltd | Голд-Кост        | 0       | 6      | Расследование продолжается | Столкнулись в воздухе.                                                                    |
| 2 января    | Eurocopter EC130            | Sea World Helicopters Pty Ltd | Голд-Кост        | 4       | 3      | Расследование продолжается | Столкнулись в воздухе.                                                                    |
| 15 января   | ATR-72                      | Yeti Airlines                 | Покхара          | 72      | 0      | Ошибки экипажа             | Разбился при заходе на посадку.                                                           |
| 23 августа  | Embraer Legacy 600          | МНТ-Аэро                      | Куженкино        | 10      | 0      | Расследование продолжается | Упал с эшелона. На борту были руководители ЧВК «Вагнер» Евгений Пригожин и Дмитрий Уткин. |
| 16 сентября | Embraer EMB 110 Bandeirante | Manaus Aerotáxi               | Амазонас         | 14      | 0      | Расследование продолжается | Упал при заходе на посадку.                                                               |

### 2024
| Дата       | Воздушное судно           | Принадлежность                                  | Место катастрофы                                  | Погибли | Выжили | Причина                        | Описание |
| ---------- | ------------------------- | ----------------------------------------------- | ------------------------------------------------- | ------- | ------ | ------------------------------ | --- |
| 2 января   | Airbus A350               | Japan Airlines                                  | Токио                                             | 0       | 379    | Ошибки экипажа Dash 8          | Столкнулись на ВПП. |
| 2 января   | DHC-8-315 Dash 8          | Береговая охрана Японии                         | Токио                                             | 5       | 1      | Ошибки экипажа Dash 8          | Столкнулись на ВПП. |
| 20 января  | Dassault Falcon 10        | Атлетик групп                                   | Бадахшан                                          | 2       | 4      | Расследование продолжается     | Отказ обоих двигателей. На борту находился бизнесмен из Волгодонска Анатолий Евсюков, и его супруга Анна Евсюкова. Борт выполнял медицинский рейс по транспортировке Анны Евсюковой из Паттайи в Москву. |
| 9 февраля  | Bombardier Challenger 600 | Hop-A-Jet                                       | I-75, Нейплс, Флорида                             | 2       | 3      | Отказ двигателей               | Упал на автомагистраль. |
| 19 мая     | Bell 212                  | Военно-воздушные силы Исламской Республики Иран | Село Узи в провинции Восточный Азербайджан (Иран) | 9       | 0      | Не установлена                 | Столкнулся с поверхностью при неблагоприятных погодных условиях и слабой видимости. На борту находился 8-й Президент Исламской Республики Иран Ибрахим Раиси, министр иностранных дел Хосейн Амир Абдоллахиян, губернатор Восточного Азербайджана Малек Рахмати, представитель Верховного лидера Ирана в Восточном Азербайджане Мохаммеда Али Але-Хашема, а также, иные сопровождающие лица и члены экипажа. |
| 12 июля    | Sukhoi Superjet 100       | Газпром авиа                                    | Большое Карасёво                                  | 3       | 0      | Неисправные датчики угла атаки | Упал в лес с высокой вертикальной скоростью. |
| 24 июля    | Bombardier CRJ200         | Saurya Airlines                                 | Катманду                                          | 18      | 1      | Расследование продолжается     | Разбился сразу после взлёта. |
| 9 августа  | ATR-72-500                | Voepass Linhas Aéreas                           | Виньеду, Сан-Паулу                                | 62      | 0      | Расследование продолжается     | Основная статья: Катастрофа ATR 72 возле Сан-Паулу |
| 25 ноября  | Boeing 737-476SF          | Swiftair                                        | в 1,3 км к северу от аэропорта Вильнюс            | 1       | 3      | Расследование продолжается     | Упал во время захода на посадку. |
| 25 декабря | Embraer ERJ-190AR         | Азербайджанские авиалинии                       | Аэропорт Актау                                    | 38      | 29     | Поражение системой ПВО         | Основная статья: Катастрофа Embraer E190 в аэропорту Актау |
| 29 декабря | Boeing 737                | Jeju Air                                        | Муан                                              | 179     | 2      | Расследование продолжается     | При посадке на фюзеляж выкатился за пределы полосы и врезался в бетонный забор. |

### 2025
| Дата       | Воздушное судно                | Принадлежность           | Место катастрофы                             | Погибли            | Выжили                      | Причина                    | Описание |
| ---------- | ------------------------------ | ------------------------ | -------------------------------------------- | ------------------ | --------------------------- | -------------------------- | --- |
| 3 января   | Van's RV-10                    | Частное лицо             | Муниципальный аэропорт Фуллертона            | 2                  | 0 (+19 на земле пострадали) | Расследование продолжается | Разбился при взлёте. |
| 29 января  | Beechcraft 1900D               | Light Air Services       | нефтяное месторождение Юнити                 | 20                 | 1                           | Расследование продолжается | Разбился при взлёте. |
| 29 января  | Bombardier CRJ700              | American Airlines        | Аэропорт имени Рональда Рейгана, Вашингтон   | 64                 | 0                           | Расследование продолжается | Столкновение воздушных судов при подходе авиалайнера на посадку. |
| 29 января  | Sikorsky H-60 Black Hawk       | Армия США                | Аэропорт имени Рональда Рейгана, Вашингтон   | 3                  | 0                           | Расследование продолжается | Столкновение воздушных судов при подходе авиалайнера на посадку. |
| 31 января  | Bombardier Learjet 55          | Jet Rescue Air Ambulance | северо-восток Филадельфии                    | 6 (+1 на земле)    | 0 (+19 на земле пострадали) | Расследование продолжается | При наборе высоты, самолет вошёл в пике, врезался в землю. Самолёт выполнял санитарный рейс из аэропорта Северо-Восточной Филадельфии и направлялся в аэропорт Спрингфилд-Брэнсон в Спрингфилд (Миссури). Ошибка Lua: too many expensive function calls.                                                 |
| 6 февраля  | Cessna 208 Grand Caravan       | Bering Air               | Нортон-Саунд, Аляска                         | 10                 | 0                           | Расследование продолжается | Пропал над Аляской. Обломки найдены 8 февраля. |
| 7 февраля  | Beechcraft King Air F90        | Частное лицо             | Сан-Паулу                                    | 2                  | 0 (+6 на земле пострадали)  | Расследование продолжается | Самолёт упал на шоссе в городе Сан-Паулу. |
| 11 февраля | Learjet 35A                    | Винс Нил                 | муниципальный аэропорт Скотсдейл, Аризона    | 1                  | 2                           | Расследование продолжается | Во время посадки самолёт выкатился за пределы ВПП столкнувшись с припаркованным самолётом Gulfstream 200. Самолёт принадлежал вокалисту глэм-метал группы Mötley Crüe Винсу Нилу. Пилот погиб. |
| 17 марта   | British Aerospace Jetstream 32 | Aerolínea Lanhsa         | Роатан                                       | 13                 | 5                           | Расследование продолжается | Выкатился за пределы ВПП и упал в море. |
| 11 апреля  | Bell 206L-4 LongRanger IV      | Meridian Helicopters     | Хобокен, река Гудзон                         | 6                  | 0                           | Расследование продолжается | Во время совершения экскурсионного рейса над Нью-Йорком у вертолёта оторвались лопасти. Вертолёт упал в реку Гудзон в районе города Хобокен соседнего штата Нью-Джерси. |
| 12 июня    | Boeing 787-8 Dreamliner        | Air India                | р-н аэропорта Ахмедабад                      | 241 (+38 на земле) | 1                           | Расследование продолжается | В первые секунды после взлёта самолёт начал резко терять высоту, в результате чего, врезался в близлежайшее общежитие в районе аэропорта Ахмедабад. Точное количество погибших на земле уточняется.Ошибка Lua: too many expensive function calls. Основная статья: Катастрофа Boeing 787 под Ахмадабадом |
| 24 июля    | Ан-24                          | Ангара                   | В 15 км от аэропорта Тында, Амурская область | 48                 | 0                           | Расследование продолжается | Упал на землю при заходе на второй круг. Основная статья: Катастрофа Ан-24 под Тындой |

### Комментарии
1. ↑  Точные списки не публиковались. Экипаж Ли-2 состоял, как правило, из 4 человек, и известно, что из членов экипажа выжил один – т.е. 3 погибших из экипажа и поэт И. Уткин.